# Madonna
Vous lisez un « bon article » labellisé en 2008.
Pour les articles homonymes, voir Madonna (homonymie) et Ciccone.
Madonna, de son vrai nom Madonna Louise Ciccone (née le 16 août 1958 à Bay City, dans le Michigan), est une auteure-compositrice-interprète, danseuse, actrice, productrice de cinéma, réalisatrice et femme d'affaires américaine. Elle est souvent citée comme influence majeure des jeunes artistes du XXIe siècle et considérée comme l'une des plus grandes stars de la planète.
Arrivée en 1978 à New York pour poursuivre une carrière de danseuse, Madonna signe chez Sire Records en 1982 et sort son premier album, Madonna, l'année suivante, qui sera suivi par une série de disques acclamés par la critique et au succès commercial important : les albums Like a Virgin (1984) et True Blue (1986) se vendent à plus de 20 millions d'exemplaires chacun tandis que Ray of Light (1998) et Confessions on a Dance Floor (2005) sont récompensés aux Grammy Awards. Plusieurs de ses singles ont atteint le sommet des charts, tels que Holiday, Like a Virgin, Into the Groove, La isla bonita, Like a Prayer, Vogue, Frozen, Music, Hung Up et 4 Minutes.
Désignée par le Livre Guinness des records comme étant la chanteuse ayant vendu le plus de disques de tous les temps (plus de 400 millions), Madonna est intronisée au Rock and Roll Hall of Fame. Surnommée « The Queen of Pop » (« La reine de la pop »), elle fait aussi des incursions dans d'autres styles comme la dance, le disco, la musique électronique, le rock et le jazz. Réinventant son image et sa musique au fil des années, ses provocations (sur des sujets comme la religion, la sexualité et la politique) participent largement à sa notoriété.
Madonna embrasse également le métier d'actrice : malgré des critiques positives pour son premier film, Recherche Susan désespérément (1985), et son Golden Globe de la meilleure actrice pour Evita en 1996, la plupart de ses films ont reçu un accueil mitigé, voire glacial. Échaudée par ces critiques négatives, elle préfère se tourner vers la réalisation à partir de 2008.
Avec une fortune estimée à 850 millions de dollars par le magazine Forbes en mai 2024, Madonna est l'une des chanteuses les mieux payées au monde. Elle est l'une des artistes dont les tournées ont rapporté plus d'un milliard de dollars de recettes depuis 1990.

## Biographie

### Origines et enfance

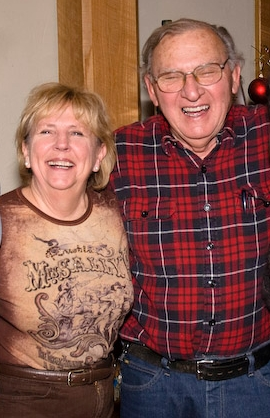
Joan Gustafson et Silvio Ciccone, la belle-mère et le père de Madonna (en 2009).

Madonna Louise Ciccone, naît le 16 août 1958 à Bay City, dans le Michigan. Elle est la fille de Silvio Anthony « Tony » Ciccone, un Italo-Américain ingénieur chez Chrysler et General Motors, et de Madonna Louise Fortin, d'origine canadienne-française.
Madonna est bien son premier prénom véritable, bien qu'elle puisse être présentée comme Louise ou Louise Veronica Ciccone, dite Madonna. Veronica, souvent cité parmi ses prénoms véritables, est son prénom de confirmation, et il est alors juste de la nommer Madonna Louise Veronica Ciccone.
Son père, né le 2 juin 1931, est issu d'une famille d'immigrés italiens originaires du village de Pacentro (Abruzzes) et arrivée aux États-Unis en 1919. Quant à sa mère, née le 11 juillet 1933, elle est une descendante directe de Julien Fortin, qui a émigré depuis le Perche vers la Nouvelle-France en 1650. La famille Fortin est apparentée au pionnier Zacharie Cloutier, faisant de Madonna une lointaine cousine de plusieurs personnalités québécoises dont Céline Dion, Diane Tell et Xavier Dolan. Mariés en 1955, Silvio Ciccone et Madonna Fortin ont ensuite six enfants : Anthony (3 mai 1956 - 25 février 2023), Martin (né le 15 juin 1957), Madonna (surnommée « Little Nonni » pour la distinguer de sa mère), Paula (née le 22 août 1959), Christopher (22 novembre 1960 - 4 octobre 2024) et Melanie (née le 30 juin 1962). Élevée dans un milieu strictement catholique, Madonna prend comme prénom de confirmation Veronica, en référence à sainte Véronique.
Son grand-père paternel, n'ayant aucun diplôme, dut exercer le métier de carrier pour un petit salaire, et éleva ses enfants sévèrement afin de leur apprendre la discipline, le respect et, surtout, à subsister par leur seule persévérance. Le père de Madonna appliquera la même méthode à ses enfants pour leur assurer un avenir préférable au sien.
Le 1er décembre 1963, à l'âge de 5 ans, Madonna perd sa mère des suites d'un cancer du sein. Sa mort sera un sujet récurrent dans ses œuvres musicales, que Madonna abordera entre autres dans les albums Like a Prayer (1989), Ray of Light (1998) et American Life (2003), et lui fera décréter qu'elle ne dépendrait jamais de personne et n'aurait aucun scrupule à se battre et à défendre sa place dans la société.
La jeune Madonna reste très proche de sa grand-mère, Elsie Mae Fortin (décédée le 9 mars 2011 à l'âge de 99 ans). La famille déménage ensuite dans l'agglomération de Détroit, à Rochester Hills, où Madonna poursuit avec beaucoup de succès ses études secondaires au lycée (la Rochester Adams High School, où elle était aussi pom-pom girl). Son père se remarie trois ans après la mort de sa femme avec Joan Gustafson (3 février 1943 - 24 septembre 2024), une de ses aide-domestiques, avec qui il a ensuite trois enfants : Joey (né et décédé en 1967), Jennifer (née en 1968) et Mario (né en 1969). Christopher est de toute la fratrie le plus proche de Madonna ; il dirigera deux de ses tournées et apparaîtra dans ses premiers clips. La chanteuse est en revanche plus distante de ses demi-frère et sœur, leur mère ne s'entendant pas bien avec Madonna qui mit du temps à accepter que son père ait des enfants avec une autre femme.
Très jeune, elle prend des cours de piano mais, assez vite, convainc son père de la laisser suivre à la place des cours de danse classique. Sa belle-mère l'inscrit dans une école catholique au sein de laquelle elle participe activement aux activités artistiques. Souffrant alors d'une faible estime d'elle-même, elle prend confiance en elle grâce à son professeur de danse Christopher Flynn, qui aurait été le premier à lui souligner qu'elle était belle, talentueuse et charismatique, et aurait fait naître en elle l'idée d'une carrière de danseuse à New York. Ses capacités intellectuelles et ses très bonnes notes au lycée facilitent l'accès à la prestigieuse université du Michigan à Ann Arbor, où elle reçoit une bourse d'études de danse. Malgré d'excellents résultats, elle quitte l'établissement après deux années, suscitant la déception de son père qui, s'inquiétant pour l'avenir de sa fille, prend des mesures extrêmes et décide de lui couper les vivres. Elle quitte le Michigan et s'installe alors à New York, rêvant de devenir danseuse.

### Débuts (1978–1984)
En septembre 1978, elle arrive à New York avec 35 $ en poche, et se rend au quartier des théâtres, à Times Square, en espérant y trouver la gloire. Madonna évoquera plusieurs épisodes traumatisants à son arrivée : « Je n'y ai pas été accueillie à bras ouverts. La première année, on m'a braquée avec un pistolet. J'ai été violée sur le toit d'un immeuble, où on m'avait poussée avec un couteau dans le dos, et mon appartement a été cambriolé trois fois ». Elle devient rapidement étudiante de la très respectée danseuse classique Pearl Lang, et vit d'emplois occasionnels dans une grande précarité, esseulée et avec le peu d'argent que lui rapportent ses emplois de serveuse, danseuse ou modèle de nu. Madonna incarnera par conséquent l'image du rêve américain : réussir à partir de rien par sa seule détermination. Elle part ensuite à Durham pour décrocher une audition et suivre les cours de danse de Martha Graham et Alvin Ailey à l'American Dance Center de New York.
En 1979, elle fait la connaissance de Dan Gilroy, qui lui apprend la guitare. Lassée de ses relations tumultueuses avec Pearl Lang, elle laisse de côté sa carrière de danseuse pour faire de la musique et devient ainsi batteuse puis chanteuse du groupe Breakfast Club. Après bon nombre d'auditions (notamment pour Footloose et Fame), des producteurs la remarquent lors d'une audition pour Patrick Hernandez et veulent lui faire tenter sa chance en France, ; elle vit alors pendant cinq mois entre Lille, Paris et Marseille, enchaînant les contrats dérisoires, mais gagnant en expérience. À nouveau lassée, elle rentre aux États-Unis en août et reprend les auditions. En octobre, elle finit par tourner dans un film à petit budget, A Certain Sacrifice de Stephen Jon Lewicki. Durant l'été 1980, elle produit son propre groupe « Emmy & The Emmys » dans le quartier de Manhattan au Music Building, avec Stephen Bray et Gary Burke, pour lequel elle écrit 14 chansons. Le groupe se produit dans les clubs, interprétant les compositions de la chanteuse.
Début 1981, le groupe se disloque et Madonna fait écouter une cassette à Camille Barbone, la coprésidente de Gotham Management, qui lui promet alors une carrière rock du style Pat Benatar, et produit dix titres. Selon Barbone, le talent de Madonna n'est perceptible que lorsqu'elle est sur scène : elle persuade alors Bill Lomuscio, un organisateur de concerts, de la faire jouer dans les clubs. Très vite, son style et sa façon de s'habiller vont faire des émules et ses démos intéressent alors Atlantic Records, Geffen Records et Columbia. Mais, voulant faire du funk, elle laisse tomber Gotham et retourne voir Bray. Ensemble, ils produisent une maquette de titres inspirés de la rue : Everybody, Ain't No Big Deal, Burning Up et Stay, que Madonna tente de faire jouer au club new-yorkais danceteria (en). Mark Kamins, le DJ du club, est séduit et la présente à Seymour Stein, le PDG de Sire Records.
En avril 1982, elle signe avec Sire Records, filiale de Warner, qui permet la sortie de son premier 45 tours, Everybody, qui ne la fera pas connaître du grand public mais aura un certain succès dans les discothèques américaines. Viendront ensuite Burning Up et Physical Attraction qui seront, encore une fois, connus principalement aux États-Unis. En juillet 1983, sort son premier album, Madonna, composé de chansons dance, pour la plupart produites par Reggie Lucas et écrites par la chanteuse elle-même. Devant le succès progressif de l'album, trois autres singles sortent, rencontrant également le succès : Holiday, Borderline, et Lucky Star. Depuis, l'album s'est vendu à plus de 10 millions d'exemplaires, dont la moitié aux États-Unis.

### DeLike a VirginàLike a Prayer(1984–1990)

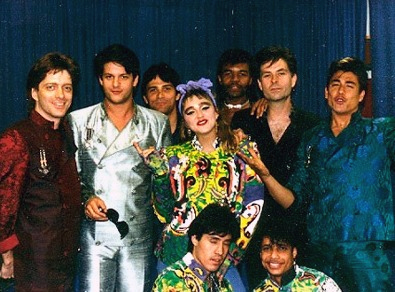
Madonna entourée de son équipe, lors du Virgin Tour, en 1985.

C'est avec son deuxième album que l'artiste se fait réellement connaître internationalement. Like a Virgin, qui paraît fin 1984, s'écoulera ainsi à plus de 20 millions d'exemplaires à travers le monde, dont 10 millions aux États-Unis, grâce aux singles Material Girl, un brin controversé, Angel, Dress You Up et surtout Like a Virgin, titre très controversé (mélangeant sous-entendus érotiques et références religieuses) qui devient le premier vrai grand hit international de la chanteuse. Cette fois-ci, Madonna ne participe à l'écriture que pour la moitié de l'album. Le phénomène pop se répand : les jeunes filles occidentales adoptent sa coiffure et son style vestimentaire ; les sous-vêtements par-dessus et les bracelets en caoutchouc font alors des « wanabees » les premières groupies de popstar féminine.
En 1985, Like a Virgin est réédité avec un titre supplémentaire, le tube Into the Groove, bande originale du film Recherche Susan désespérément, dans lequel Madonna tient l'un des rôles principaux. La même année, elle épouse sur une plage privée de Malibu l'acteur Sean Penn : leur mariage sera émaillé de violences, et ils finiront par divorcer en 1989. Alors que sa 1re tournée, The Virgin Tour, s'arrête dans les plus grandes villes des États-Unis et du Canada, elle participe au Live Aid avec les plus grands noms de la musique. À 26 ans, Madonna a une fortune de 50 millions de $, ce qui en fait l'une des plus jeunes multi-millionnaires au monde.
En 1986, alors que l'on s'attend à ce qu'elle quitte la scène, elle revient avec True Blue, album dans lequel elle s'implique davantage (elle est désormais coauteur et coproductrice de l'intégralité de l'album). Plus mature, ce disque est un nouveau succès, se classant no 1 dans 28 pays (un record à l'époque) et deviendra son album le plus vendu, avec plus de 30 millions d'exemplaires. Les cinq extraits, Live to Tell, Papa Don't Preach, True Blue, Open Your Heart et La isla bonita, deviennent des tubes internationaux, se classant no 1 dans la plupart des pays. Elle crée une nouvelle fois la polémique, notamment avec le clip de Open Your Heart où elle s'affiche en stripteaseuse, et le texte de Papa Don't Preach, interprété par certains comme une chanson anti-avortement (la chanteuse dira plus tard être favorable à l'IVG). Elle coécrit ensuite avec Stephen Bray Each Time You Break My Heart, qu'elle prévoyait de chanter en solo, avant de l'offrir à Nick Kamen, en étant toutefois présente dans les chœurs.

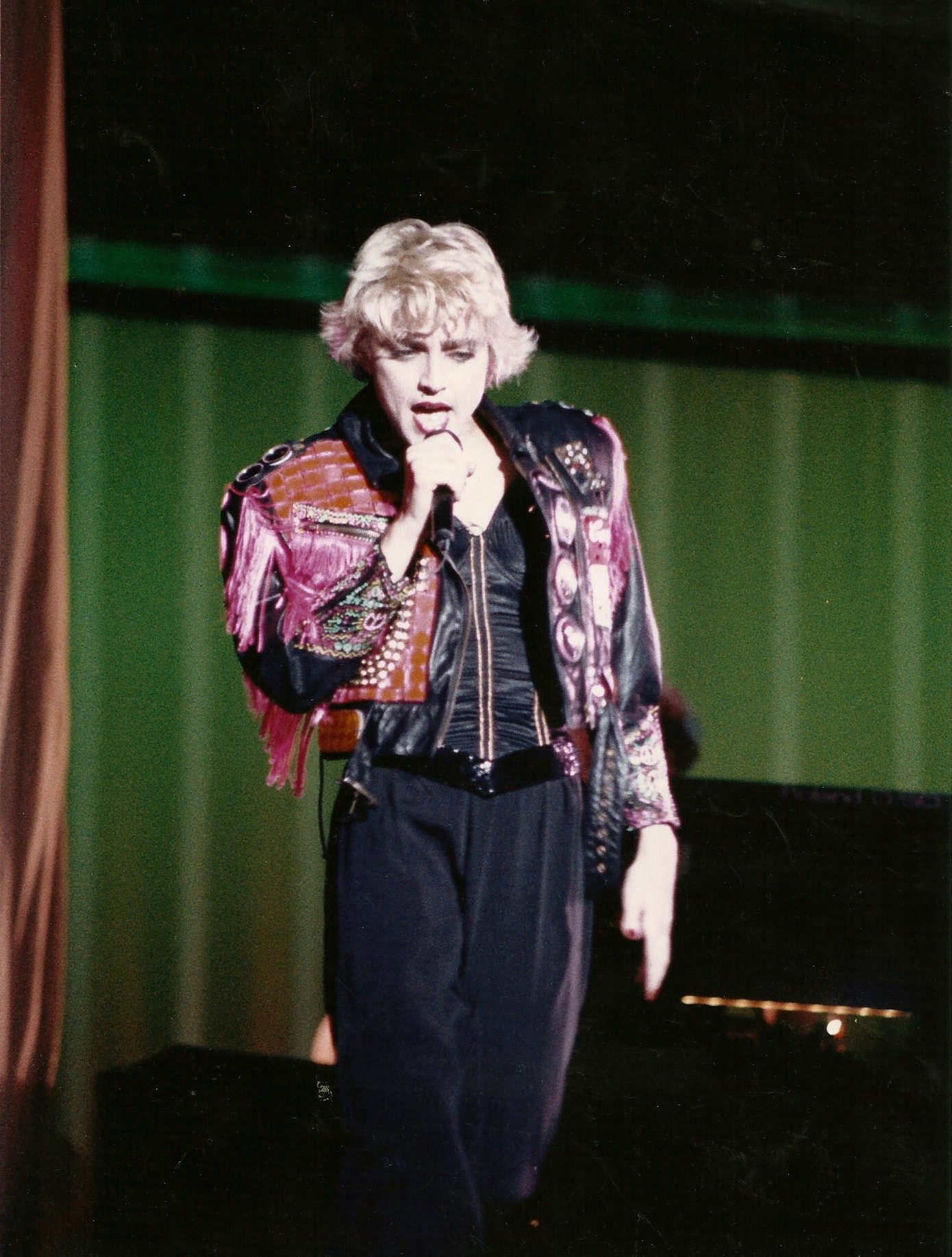
Into the Groove pendant le Who's That Girl Tour en 1987.

En 1987, elle tient le rôle principal de la comédie Who's That Girl (qui ne trouvera pas son public), enregistre quatre chansons pour la BO du film (dont les singles Who's That Girl, Causing a Commotion et The Look of Love) et se lance dans une 1re tournée mondiale, le Who's That Girl Tour, traversant le Japon, les États-Unis et l'Europe. Le 29 août, devant 130 000 spectateurs (un record à l’époque pour ce type de spectacle) au Parc de Sceaux, elle fait sensation en jetant sa culotte au public. 
Invitée par Jacques Chirac, alors maire de Paris et Premier ministre RPR du Président socialiste François Mitterrand, à la demande de sa fille, Claude Chirac, fan de la star, Madonna est reçue dans les salons de l'Hôtel de Ville et donne un chèque de 500 000 francs à l’association de Line Renaud pour la lutte contre le SIDA.
L'année suivante, elle joue à Broadway dans la pièce de théâtre Speed the Plow de David Mamet, aux côtés de Joe Mantegna et Ron Silver. La pièce sera un échec critique.
En mars 1989, l'album Like a Prayer marque une rupture par rapport aux précédents opus : Madonna, qui a alors trente ans, s'implique plus largement dans la production, opte pour un son plus acoustique, et se dévoile davantage dans ses textes. Le premier single, Like a Prayer, est un nouveau succès, mais le clip fait scandale dans les milieux catholiques : certains groupes extrémistes n'hésitent pas à la qualifier de satanique, et l'Église catholique interdit le clip. Cette polémique n'empêche pas l'album Like a Prayer d'être no 1 dans le monde pendant plusieurs semaines, porté par les singles Express Yourself (dont le clip, réalisé par David Fincher, rend hommage à Metropolis, et est à l'époque le clip le plus cher de l'histoire), Cherish et Oh Father.

### DeDick TracyàBedtime Stories(1990–1995)

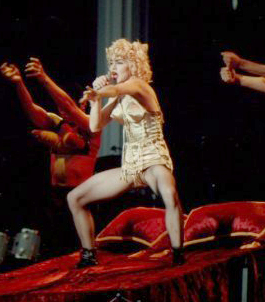
en pendant le en en 1990.

En 1990, Madonna décroche un second rôle aux côtés de Warren Beatty dans Dick Tracy, son interprétation est bien accueillie par la critique, et le film est récompensé de trois Oscars, dont un pour la chanson Sooner or Later écrite par Stephen Sondheim. Pour accompagner Dick Tracy, Madonna sort l'album I'm Breathless, inspiré par le film et rendant hommage au jazz et au blues des années 1930.
Le premier single est Vogue, un morceau qui fait référence à la danse du même nom : il est le disque le plus vendu de l'année 1990 et reste l'un de ses plus grands succès.
Madonna, au sommet de sa gloire, se lance au printemps dans une deuxième tournée mondiale, le Blond Ambition Tour. Notamment inspirée par l'esthétique de Fritz Lang, la tournée fut décrite par Rolling Stone en 2017 comme « la référence pour tout concert pop » mais suscite la controverse : pour avoir simulé un acte de masturbation durant Like a Virgin, Madonna doit faire face à une tentative d'arrestation par la police de Toronto. Madonna est particulièrement mal accueillie en Italie, dénoncée comme « hérétique et irrespectueuse » par le porte-parole du vicariat de Rome, qui critique un « spectacle d’une vulgarité sans limites » et Sergio Mattarella, alors ministre de l'Instruction publique, qui proteste contre « une offense au bon goût ». La captation du concert filmée à Nice vaudra à Madonna son premier Grammy Award en 1992.

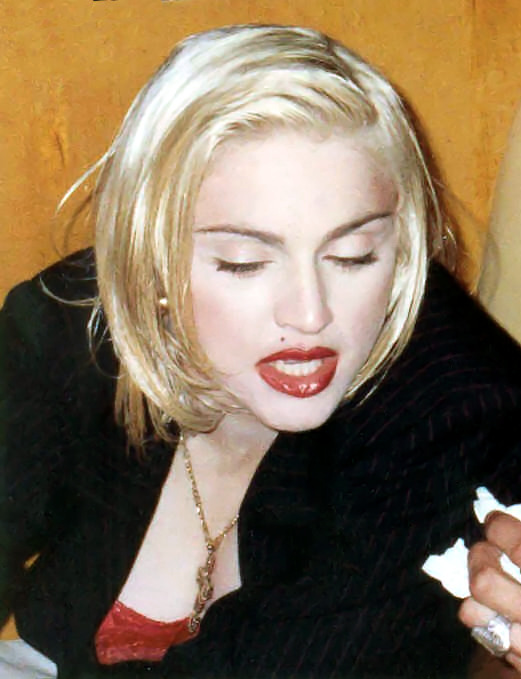
Madonna lors d'une réception du concert bénéfice contre le VIH/SIDA à Los Angeles, en septembre 1990.

En fin d'année, elle sort sa première compilation, The Immaculate Collection, qui s'est vendue à plus de trente millions d'exemplaires, record absolu pour une compilation. Réalisé par Jean-Baptiste Mondino, le clip du single Justify My Love fait scandale en raison des scènes de bondage, homosexualité et sadomasochisme, qui lui valent une interdiction de diffusion sur MTV : Madonna contourne cette interdiction en commercialisant le clip en VHS, il s'écoule à plus de 200 000 exemplaires aux États-Unis et reste la vidéo musicale la plus vendue.
En 1991, elle crée l’événement avec la sortie du documentaire In Bed with Madonna retraçant les coulisses et les scandales du Blond Ambition Tour. Il sera projeté hors-compétition au festival de Cannes en présence de Madonna et du réalisateur Alek Keshishian. Cette année-là, elle est également dirigée par Woody Allen dans le film Ombres et Brouillard où elle tient un rôle secondaire. En 1992, Madonna renégocie son contrat avec Time Warner pour un montant de 60 millions de dollars, lui permettant notamment de fonder sa propre société de production, Maverick (qui inclut un label). Avec Geena Davis et Tom Hanks, elle partage l'affiche du film Une équipe hors du commun réalisé par Penny Marshall qui est salué par la critique, et est inscrit depuis 2012 au Registre national du film américain pour conservation à la Bibliothèque du Congrès. Madonna contribue au projet avec le single This Used to Be My Playground qui se classe en tête du Billboard Hot 100.
Le premier produit issu de la renégociation du contrat de Madonna avec Time Warner est SEX, un recueil de photos érotiques sorti en octobre 1992 où la chanteuse se met en scène. La presse accueille très mal l’ouvrage, mais le livre, dont le tirage est limité, se classe en tête de la New York Times Best Seller list et se vend à plus d'1,5 million d'exemplaires. Le livre était en 2011 l'ouvrage non réédité le plus recherché par les collectionneurs. Dans le même temps paraît son cinquième album, Erotica. Jazzy, sombre et volontairement froid, il est soutenu par les singles Erotica (dont le clip hot choquera le public et sera censuré dans de nombreux pays), Deeper and Deeper, Bad Girl, Fever, Rain et Bye Bye Baby. Dès sa sortie, le disque est descendu par les médias qui ne retiennent que le caractère sexuel de certaines chansons. L'album rencontre moins de succès que les précédents opus de la chanteuse. La sortie en salles, peu après, du thriller érotique Body dans lequel elle joue, ne fait qu'accentuer la lassitude du public qui juge que Madonna en fait trop dans le genre érotique. Le film fera également un flop au box-office.
En 1993, consciente de sa mauvaise image (certains critiques la voient s'enfermer dans un climat « porno-soft »), elle part à la reconquête du public avec The Girlie Show World Tour, un spectacle parodique et sexy dans lequel elle rend hommage à ses idoles et revisite ses tubes. La tournée est un gros succès mondial et Madonna se produit pour la première fois sur les cinq continents. À la fin de l'année, elle joue dans Snake Eyes d'Abel Ferrara, qui sera un échec commercial.
En 1994, elle décide de concocter un album sur la tendance musicale du moment et convoque les producteurs américains les plus en vue (Nelle Hooper, Babyface, Dallas Austin) et Björk. Sur ce disque, Bedtime Stories, Madonna chante l’amour et en profite pour revenir sur les polémiques de l'époque SEX (dans Human Nature, elle déclare n’avoir « absolument aucun regret »). Malgré ce nouveau visage et la courageuse recherche sonique RnB, Bedtime Stories ne convainc pas vraiment : les ventes de l'album, bien que correctes, ne surpassent pas les attentes, et seuls deux singles rencontrent le grand succès des précédents (Secret et Take a Bow, qui reste sept semaines no 1 aux États-Unis). Cet album lui ouvrira toutefois les portes du monde electro, qu'elle portera, et lui donnera l'élan nécessaire pour l’écriture de Ray of Light, quatre ans plus tard.

### DeSomething to RememberauDrowned World Tour(1995–2001)

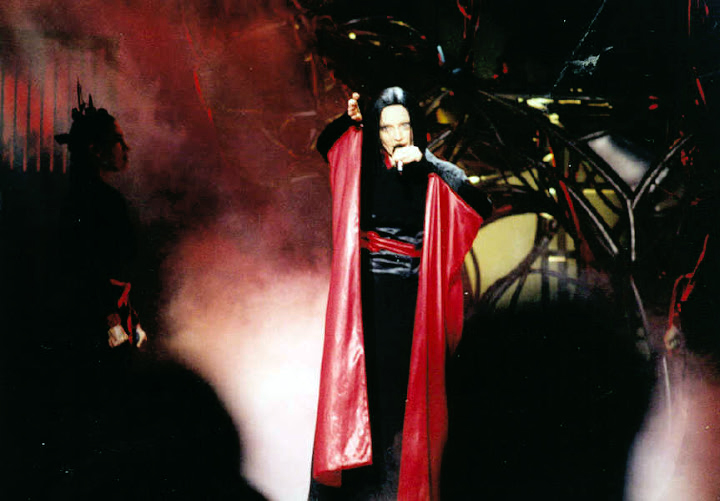
en lors du en en 2001.

En 1995, Madonna sort Something to Remember, une compilation de ses ballades agrémentée de trois inédits : I Want You (une reprise de Marvin Gaye en collaboration avec Massive Attack), You'll See et One More Chance. Elle fait également un caméo dans Brooklyn Boogie et tient un rôle secondaire dans le film à sketches Groom Service, interprétant une sorcière dans le segment réalisé par Allison Anders.
En 1996, elle incarne l'actrice et ancienne première dame argentine Eva Perón dans le film Evita réalisé par Alan Parker. L'adaptation de la comédie musicale du même nom écrite par Tim Rice et Andrew Lloyd Webber a mis plusieurs années à être produite et l'équipe de tournage du film à Buenos Aires doit faire face à l'hostilité du peuple argentin qui voit d'un mauvais œil le choix de Madonna pour incarner celle qui reste considérée comme une sainte,. Les trois singles extraits de la bande originale, You Must Love Me, Don't Cry for Me Argentina (reprise du classique de Julie Convington), et Another Suitcase in Another Hall, seront très bien accueillis. Si le film ne connaît pas le succès attendu, il remporte trois Golden Globes (dont celui de la meilleure actrice pour Madonna) tandis que Tim Rice et Andrew Lloyd Webber obtiennent l'Oscar de la meilleure chanson originale pour You Must Love Me. Pendant le tournage d'Evita, Madonna dévoile qu'elle est enceinte de son premier enfant. Le 14 octobre, elle donne naissance à une fille, Lourdes, dont le père est Carlos Leon, son coach sportif.

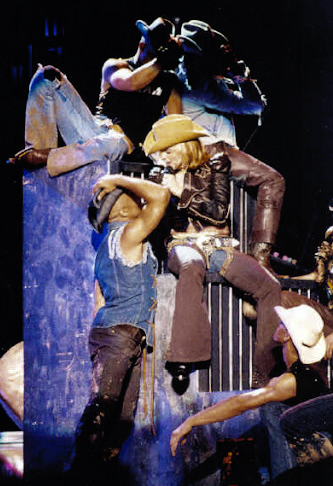
Don't Tell Me, pendant le Drowned World Tour, en 2001.

En 1998, sort Ray of Light, fruit de la collaboration avec le producteur William Orbit. À la suite de la naissance de sa fille, Madonna modifie son image en se montrant moins provocatrice. L'album, apaisé, oscillant entre pop et electro permet à l'artiste de renouer avec le succès à très grande échelle et de (re)gagner le respect de la critique, qui le considère comme l'un de ses meilleurs disques. Ray of Light remporte de nombreux prix, dont quatre Grammy Awards en 1999. Les titres Frozen, Ray of Light, Drowned World/Substitute for Love, The Power of Good-Bye et Nothing Really Matters en sont extraits, se classant dans le haut des charts dans le monde entier.
Elle enregistre la chanson en 1999 Beautiful Stranger pour le film Austin Powers 2 : L'Espion qui m'a tirée, et commence une relation avec le cinéaste britannique Guy Ritchie. Au printemps 2000, elle est à l'affiche du film Un couple presque parfait, aux côtés de Rupert Everett. Si cette comédie est un échec commercial cuisant, le single extrait, American Pie, se classera no 1 dans plusieurs pays. Le 11 août, elle donne naissance à son deuxième enfant, Rocco John Ritchie. En septembre, elle fait une nouvelle incursion dans la musique électronique et sort l'album Music. Bien qu'elle fasse appel une nouvelle fois à William Orbit, elle se repose davantage sur le producteur Mirwais Stass ; guitares sèches et vocodeurs caractérisent cet album qui jongle entre ballades acoustiques et morceaux électro. Dès sa sortie, l'album est un succès mondial, et le single Music devient son 12e titre classé no 1 aux États-Unis. Deux autres singles sont commercialisés : Don't Tell Me et What It Feels Like for a Girl (dont la vidéo, réalisée par Guy Ritchie, sera jugée trop violente et censurée par plusieurs chaînes de télévision). En décembre, Madonna se marie avec Guy Ritchie, obtenant ainsi la nationalité britannique, et déménage à Londres.
En juin 2001, après huit ans d'absence sur scène, Madonna donne à Barcelone le coup d'envoi du Drowned World Tour, un spectacle sophistiqué et plus sombre que les précédents qui fait la part belle à ses deux derniers albums. En fin d'année, paraît son deuxième best-of, GHV2.
En 2002, elle est de retour sur les planches en jouant dans Up for Grabs à Londres, et tente une nouvelle incursion au cinéma sous la direction de son mari dans le film À la dérive, qui sera un échec commercial dès sa sortie. Elle fait également une courte apparition dans le 20e James Bond, Meurs un autre jour, pour lequel elle interprète le titre-phare, Die Another Day, dont le clip est le deuxième plus coûteux de l'histoire.

### DeAmerican LifeauConfessions Tour(2003–2006)

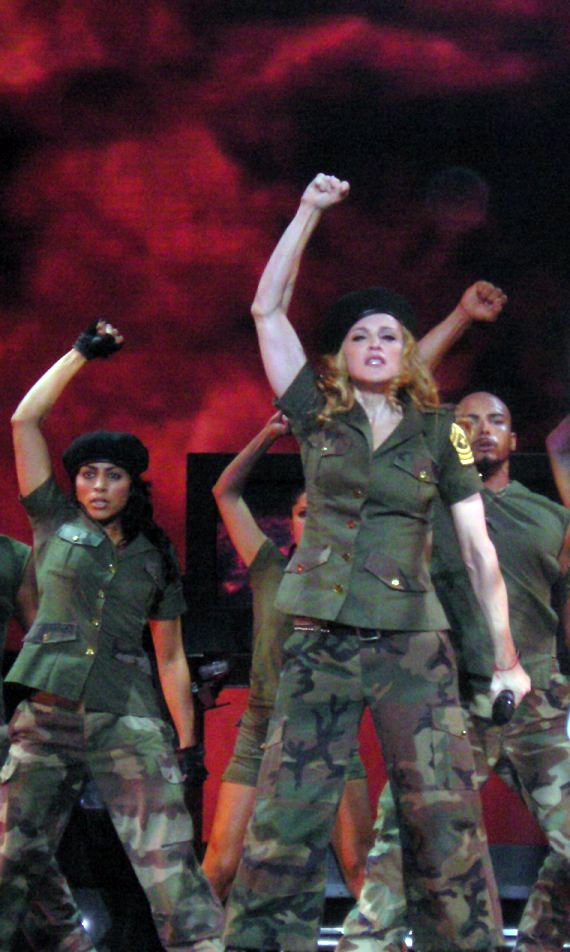
en pendant le en en 2004.

En 2003, sort l'album American Life. Madonna fait à nouveau appel à Mirwais Ahmadzaï pour le co-produire. Vingt ans après la sortie de son premier album, elle cherche à proposer une réflexion sur le bien-fondé du rêve américain et du culte de la célébrité,. Dans un premier temps, la promotion de l'album est marquée par l'opposition de Madonna à la guerre en Irak et à la politique du président américain George W. Bush : la pochette de l'album est inspirée de figures révolutionnaires telles que le Che Guevara et Patty Hearst et Madonna y apparaît devant un drapeau américain déstructuré. le clip du single American Life la met en scène en sergent-major jetant une grenade à un sosie du président américain. Les radios et les chaînes télévisées pro-Bush (comme la Fox) appellent au boycott de l’album, et le public américain lui tourne le dos. Devant ce retournement de situation et face à des menaces contre sa famille, Madonna essaie de calmer le jeu et censure elle-même son clip en le remplaçant par une version édulcorée,. Les singles suivants, Hollywood, Nothing Fails et Love Profusion, ne parviennent pas à se classer au Billboard Hot 100. Avec cinq millions d'exemplaires vendus, dont 500 000 en France, American Life est à l'époque l'album studio le moins vendu de Madonna.
Elle marque les esprits lors des 20es MTV Video Music Awards en embrassant sur la bouche Britney Spears et Christina Aguilera mais ni cet énorme coup de pub, ni sa participation au titre Me Against the Music de Britney Spears n'augmenteront les ventes d'American Life dans le reste du monde, qui sera globalement considéré comme un échec commercial.

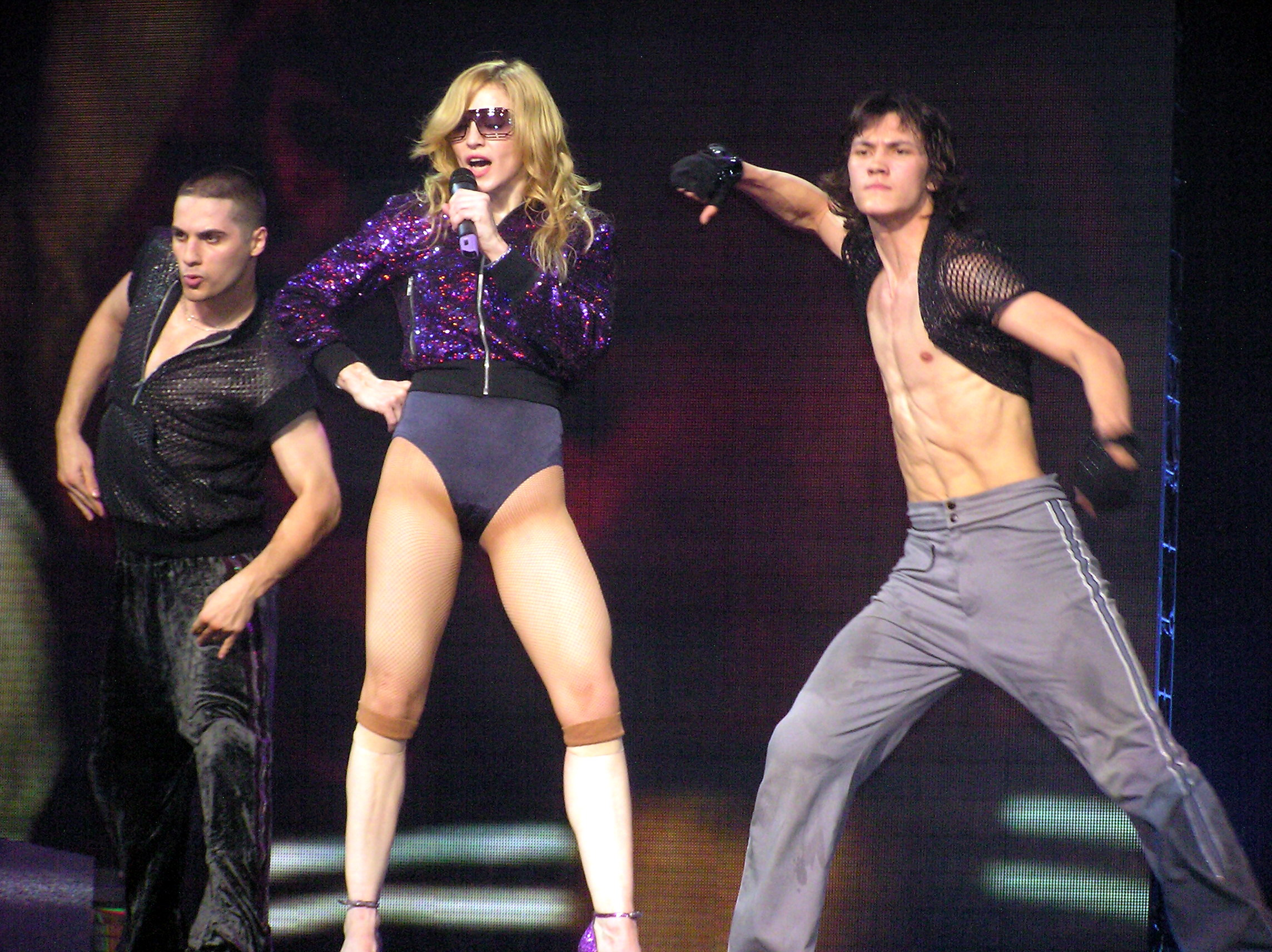
en pendant le en en 2006.

En septembre, Madonna présente son premier livre pour enfants, Les Roses anglaises (The English Roses), dont les bénéfices sont reversés à une association d'aide aux orphelins, et qui connaît un gros succès en librairie : il se classe en tête de la New York Times children's picture book bestseller list et se vend à plus d'1 million d'exemplaires. En revanche, les suivants passeront complètement inaperçus.
En 2004, elle lance sa tournée, le Re-Invention Tour. Les 58 dates sont complètes en quelques heures et c’est durant ce périple qu'est réalisé un nouveau documentaire, I'm Going to Tell You a Secret, réalisé par Jonas Åkerlund, retraçant la conception et les coulisses de la tournée, et donnant l'image d'une Madonna proche de ses danseurs et de ses enfants, plus posée, et surtout plus spirituelle que dans In Bed with Madonna. Le 2 juillet 2005, elle accepte à nouveau l'invitation de Bob Geldof et participe au concert du Live 8 dont le but est d'attirer l'attention sur la situation en Afrique.
En novembre 2005, sort Confessions on a Dance Floor, écrit et composé avec le jeune producteur anglais Stuart Price. Contrairement à American Life, l'objectif de l'album de « faire bouger les gens » et il se caractérise par un son néo-disco rendant hommage aux artistes emblématiques des années 1970 (Donna Summer, Giorgio Moroder, Chic, ABBA, Cerrone),. Confessions on a Dance Floor est un succès : il se classe no 1 dans 40 pays, gagnant une place dans le Livre Guinness des records, et remporte plusieurs prix, dont un Grammy Award. Le 1er single, Hung Up (qui contient un sample de la chanson Gimme! Gimme! Gimme! (A Man After Midnight) d'ABBA), connaît le même succès et se retrouve no 1 dans 41 pays (un record), suivi par les singles Sorry, Get Together et Jump. L'album s'est vendu à plus de 10 millions d'exemplaires.
En 2006, Madonna donne le coup d'envoi de sa septième tournée mondiale, le Confessions Tour : avec 60 dates à travers l'Amérique du Nord, l'Europe et l'Asie, elle renoue avec la provocation. Madonna apparait crucifiée pendant l'interprétation de Live to Tell et choque plusieurs communautés religieuses : entre autres, le Vatican estime que la performance constitue « un défi blasphématoire à la foi », le porte-parole du pape Benoît XVI appelant à son excommunication, et les orthodoxes russes dénoncent « une parodie de la crucifixion du Christ ». Madonna se défend d'être « anti-chrétienne, profane ou blasphématoire » et explique que la performance vise à sensibiliser le grand public aux conséquences de la pandémie de SIDA en Afrique.
La tournée entrainera d'autres incidents (fausse alerte à la bombe et plainte d'un mouvement de jeunesse conservateur aux Pays-Bas,, menaces d'enlèvement par la mafia russe, et d'une action en justice en Allemagne…), ce qui n'empêchera pas Madonna d'assurer la totalité des concerts et d'engranger des recettes de 194 millions de dollars.
En octobre, elle s'envole pour le Malawi pour aider à construire un orphelinat, et y entame des démarches pour adopter un bébé, David Banda. Madonna suscite la polémique, la presse anglo-saxonne accusant la chanteuse de passe-droit pour obtenir la garde de l'enfant.

### Du départ de Warner Bros. àCelebration(2007–2009)

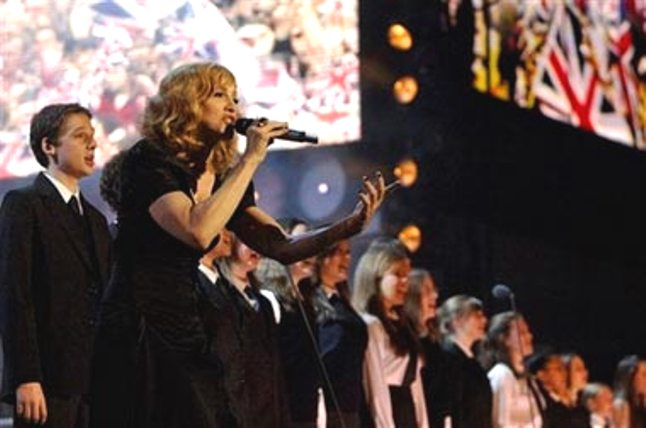
Madonna interprète en au en en juillet 2007.

Début 2007, sort le film Arthur et les Minimoys, réalisé en images de synthèse par Luc Besson et dans lequel Madonna prête sa voix à Sélénia. En janvier de la même année, Warner Bros. publie l'album live du Confessions Tour, qui sera plus tard récompensé du Grammy Award du meilleur long-métrage musical. Le 7 juillet 2007, Madonna participe au concert londonien du Live Earth, organisé pour sensibiliser à la thématique du changement climatique, où elle interprète notamment un morceau spécialement écrit pour l'occasion, Hey You. Elle participe également au single Sing d'Annie Lennox. En octobre, elle annonce quitter sa maison de disques de 25 ans, Warner Bros., pour un contrat historique avec le promoteur de concerts Live Nation qui inclut notamment l'enregistrement de trois albums, la promotion de ses tournées ainsi que l'exploitation de son nom et de son image sur une période de dix ans et pour un montant de 120 millions de dollars.

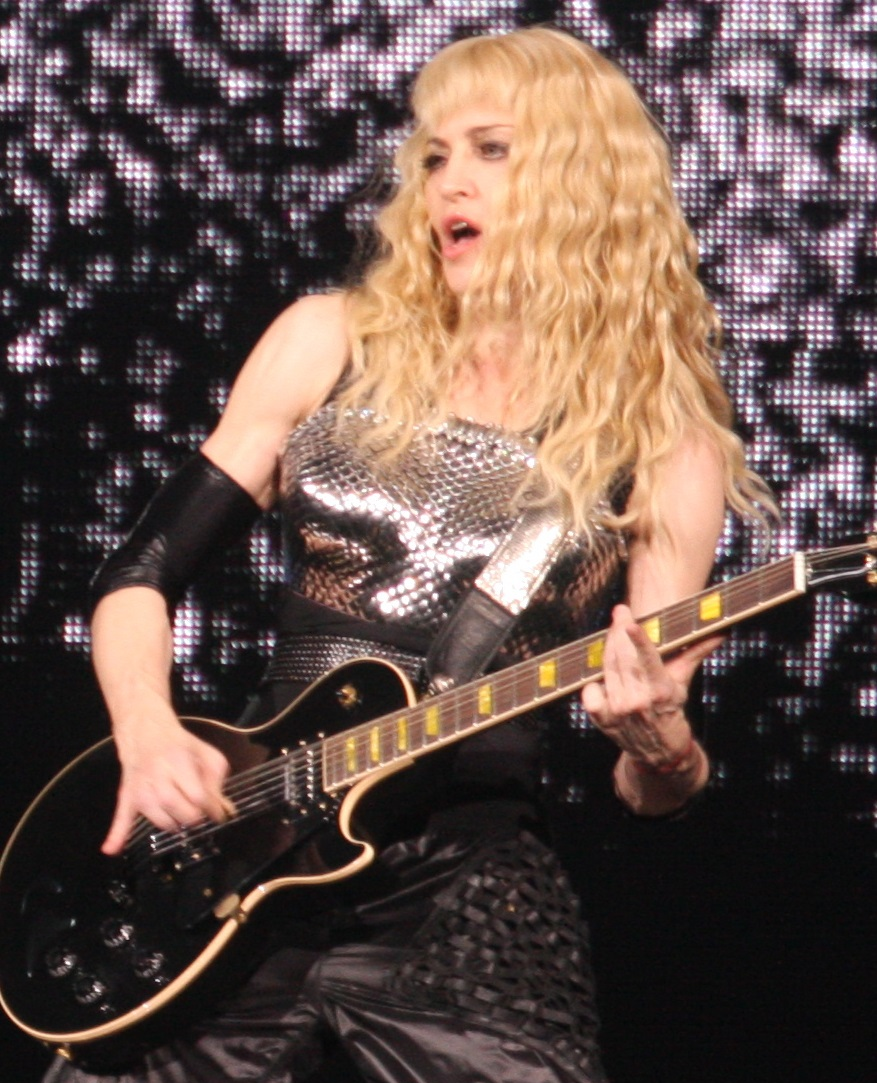
Madonna lors du Sticky & Sweet Tour en 2008.

En février 2008, elle présente à la Berlinale son premier film en tant que réalisatrice, Obscénité et Vertu, qui reçoit un accueil très mitigé de la part des critiques. En parallèle, Madonna poursuit son engagement humanitaire pour le Malawi et présente le documentaire I Am Because We Are. Avec ce film, la chanteuse et le réalisateur Nathan Rissman cherchent à attirer l'attention de l'opinion publique sur le sort des orphelins de ce pays africain ravagé par l'épidémie du sida. Le film, projeté hors-compétition au Festival de Cannes, sera présenté au grand public en mars 2009. Les photos du film, prises par Kristen Ashburn, font l'objet d'un livre éponyme préfacé par Madonna. Peu avant, en mars 2008, Madonna est intronisée au Rock and Roll Hall of Fame vingt-cinq ans après la sortie de son premier album. Le mois suivant, sort Hard Candy, son 11e album studio. Pour le composer, Madonna s'est cette fois-ci entourée de Justin Timberlake, Timbaland et Pharrell Williams. Les critiques reprocheront à la chanteuse d'avoir choisi la facilité en faisant appel à des producteurs déjà très connus,. L'album se classe no 1 dans 37 pays tandis que 4 Minutes (enregistré avec Timberlake et Timbaland) devient son 37e single à se classer dans le top 10 du Billboard Hot 100, battant le record précédemment détenu par Elvis Presley. Les singles Give It 2 Me et Miles Away seront également exploités, permettant à l'album de se vendre à plus de quatre millions d'exemplaires dans le monde.
Madonna s'embarque ensuite dans sa septième tournée mondiale, le Sticky and Sweet Tour : divisée en deux étapes, d'août à décembre 2008 puis de juillet à septembre 2009, elle compte 85 dates et rapporte plus de 408 millions de dollars de recettes, devenant ainsi la tournée la plus lucrative de tous les temps pour une chanteuse.
Sur un plan plus personnel, Madonna fait l'actualité malgré elle en raison de la publication d'une biographie non autorisée par son frère Christopher, Ma sœur, la plus grande star du monde. Elle annonce également son divorce d'avec Guy Ritchie, lui accordant notamment un versement de 76 et 92 millions de dollars, ce qui en fait un des divorces les plus coûteux. En juin 2009, la Cour suprême du Malawi l'autorise à adopter une petite fille, Mercy James.
En septembre 2009, Madonna propose une compilation, Celebration, qui revisite sa carrière sur 25 ans, allant d'Everybody (1982) à 4 Minutes (2008), et scelle son contrat avec Warner Bros.. L'album comporte également deux titres inédits, la chanson éponyme et Revolver (en duo avec le rappeur Lil Wayne), et est accompagné d'un DVD rassemblant plusieurs de ses clips. Elle ouvre également la cérémonie des MTV Video Music Awards pour prononcer un discours à la mémoire de Michael Jackson, pendant lequel elle décrit sa relation avec l'artiste et l'impact qu'il a eu sur la scène musicale.

### DeW.E.auMDNA Tour(2010–2012)

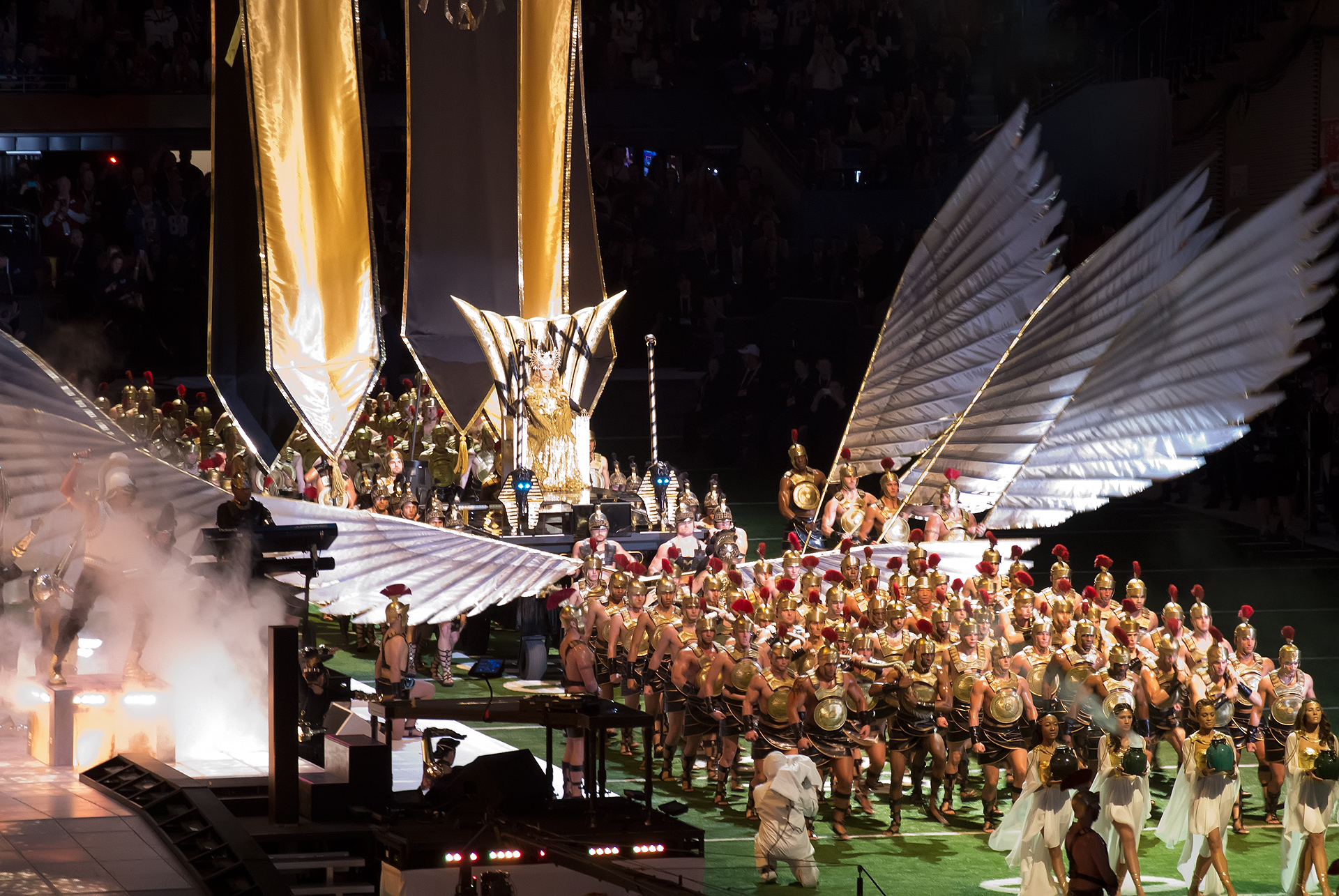
Madonna entre en scène lors de la mi-temps du Super Bowl XLVI, février 2012.

En janvier 2010, Madonna participe au marathon caritatif Hope for Haiti Now durant lequel elle interprète Like a Prayer au profit des sinistrés du séisme en Haïti. Au mois de mars, l'album live du Sticky and Sweet Tour est publié par Live Nation et Warner Bros.. La série télévisée Glee lui rend hommage dans l'épisode La Puissance de Madonna, et l'EP qui en est extrait se classe au sommet du Billboard 200 dès sa sortie.
Madonna se fait cependant discrète pendant cette période, n'apparaissant que pour présenter sa ligne de vêtements pour adolescentes Material Girl (dessinée en collaboration avec sa fille Lourdes) et la chaîne de centres de remise en forme Hard Candy Fitness. La chanteuse travaille alors au tournage de son deuxième long-métrage en tant que réalisatrice, W./E. : Wallis & Édouard, un film historique qui revient sur l’abdication de la couronne britannique par le roi Édouard VIII pour l’amour d’une Américaine divorcée, Wallis Simpson. Sorti en 2012, le film reçoit un accueil critique mitigé et est un échec commercial, mais permet à Madonna de gagner un Golden Globe pour la chanson Masterpiece écrite pour le film.
L'année 2012 marque aussi le retour de Madonna sur la scène musicale : son 12e album studio, MDNA, sort le 26 mars. Pour la production de ce disque, la chanteuse a une nouvelle fois fait appel à William Orbit (avec qui elle avait déjà travaillé sur les albums Ray of Light et Music), ainsi qu'au producteur français Martin Solveig et au disc jockey italien Benny Benassi. Trois singles sont extraits de cet album : Give Me All Your Luvin' (feat. M.I.A. & Nicki Minaj), Girl Gone Wild et Turn Up the Radio. Pour marquer son retour, Madonna interprète Give Me All Your Luvin', ainsi qu'un medley de ses tubes, durant la mi-temps du Super Bowl XLVI, le 5 février 2012 à Indianapolis. La prestation est marquée par l'apparition de nombreux invités (LMFAO, Nicki Minaj, M.I.A., et Cee Lo Green). L'événement est regardé par 114 millions de téléspectateurs, soit trois millions de plus que le Super Bowl dans son ensemble, ce qui constitue un record à l'époque et en fait le cinquième show le plus regardé de l'histoire du Super Bowl, derrière ceux de Coldplay, Lady Gaga, Katy Perry et Bruno Mars. Malgré cette incroyable rampe de lancement, MDNA connaît des ventes décevantes, qui s'expliquent entre autres par des critiques mitigées et le désir de la chanteuse de ne pas faire de promotion pour ce disque.
Une nouvelle tournée mondiale, The MDNA Tour, a lieu entre mai et décembre 2012, parcourant l'Amérique, l'Europe et le Moyen-Orient, et notamment des pays où la chanteuse se produit pour la première fois (Émirats arabes unis, Ukraine, Écosse et Colombie). Décrite par Madonna comme « le voyage d'une âme depuis les ténèbres vers la lumière », la tournée reçoit un accueil critique chaleureux,,, mais est émaillée de polémiques : parmi elles, la demande groupée de remboursement de fans français après le concert à l'Olympia dont les places ont coûté de 89 à 276 euros et où la star est arrivée avec 45 minutes de retard pour 45 minutes de spectacle, et deux plaintes qui seront classées sans suite, (une en France pour avoir comparé Marine Le Pen à Adolf Hitler lors de son passage au stade de France et une en Russie pour avoir montré son soutien à la cause homosexuelle à Saint-Pétersbourg). D'un point de vue commercial, le succès est au rendez-vous : The MDNA Tour est la tournée la plus rentable de l'année 2012. L'album live tiré de cette tournée, MDNA World Tour, sort le 9 septembre 2013.

### DesecretprojectrevolutionauRebel Heart Tour(2013–2018)

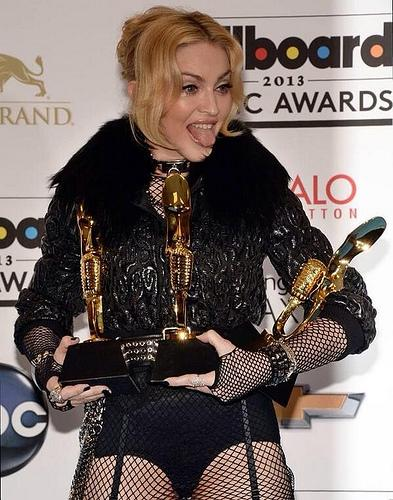
Madonna aux en en 2013.

Pendant le MDNA Tour, Madonna observe de nombreux événements qui la choquent et qu'elle considère comme « injustes », comme l'emprisonnement de l'ancienne Première ministre ukrainienne Ioulia Tymochenko et des Pussy Riot, la violation des droits LGBT en Russie ou la tentative d'assassinat contre Malala Yousafzai,. En septembre 2013, elle propose un court-métrage, secretprojectrevolution, coréalisé avec son collaborateur de longue date Steven Klein, pour défendre les droits de l'homme. En parallèle, elle lance une initiative, Art for Freedom, qui promeut la liberté d'expression à travers l'art. Madonna assure son suivi et demande l’aide d’autres artistes tels que David Blaine et Katy Perry. Durant cette période, Madonna fait plusieurs apparitions médiatiques : en mars 2013, elle remet un prix au journaliste Anderson Cooper lors des GLAAD Media Awards et, habillée en scout, dénonce l’attitude des Boy Scouts of America qui refusent d’intégrer des homosexuels dans leurs rangs. En janvier 2014, elle se rend aux Grammy Awards pour interpréter Open Your Heart aux côtés de Macklemore, Ryan Lewis et Mary Lambert qui interprètent leur single Same Love alors qu’une cérémonie, présidée par Queen Latifah, fait unir 33 couples sur la même scène. Quelques jours plus tard, elle rejoint Miley Cyrus lors d’une représentation spéciale pour MTV Unplugged, en interprétant un mix de Don't Tell Me et du single de Cyrus, We Can't Stop. Elle élargit également ses entreprises commerciales en présentant en février 2014 à Tokyo MDNA Skin, une gamme de produits de soins de la peau développée en collaboration avec MTG.

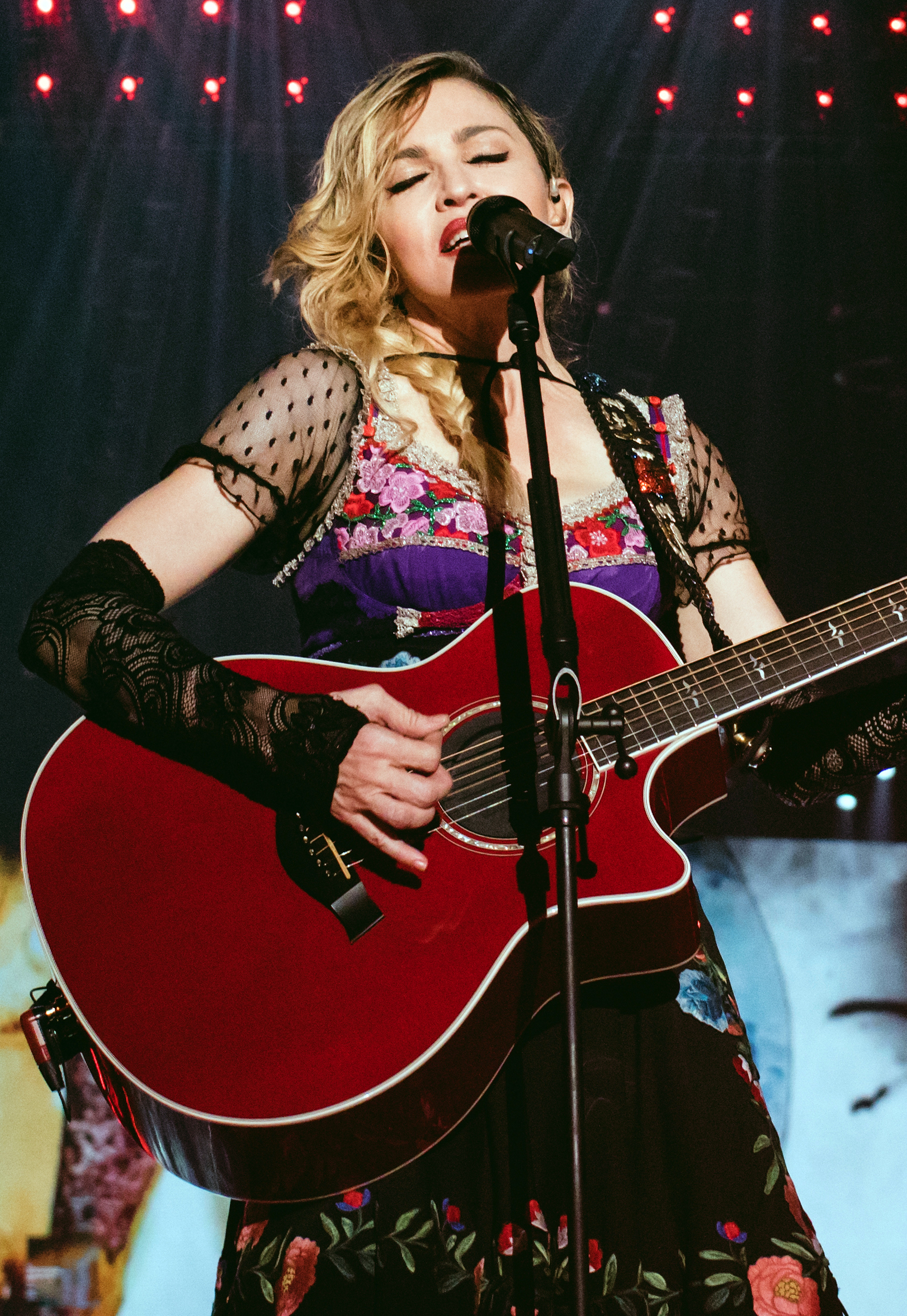
Madonna, lors du Rebel Heart Tour, en 2015.

En février 2014, lors d’une interview pour l'ouverture de son centre de remise en forme Hard Candy Fitness à Toronto, Madonna confirme avoir commencé à travailler sur son treizième album studio, collaborant avec Avicii, Natalia Kills et Diplo. Après plusieurs séries de fuites sur Internet de nombreuses maquettes en décembre 2014, Madonna décide de dévoiler en pré-commande sur iTunes six chansons. L'album Rebel Heart sort le 6 mars 2015, porté par trois singles : Living for Love, Ghosttown et Bitch I'm Madonna.
Pour assurer la promotion de l'album, Madonna interprète notamment Living for Love aux Grammy Awards et aux Brit Awards, où elle fait une chute accidentelle qui sera très commentée. Malgré cette importante campagne promotionnelle et de bonnes critiques, Rebel Heart connaît des ventes décevantes – le magazine Forbes qualifiera au passage l'album de « fiasco commercial » – et devient avec près de 1 million de ventes, l'album le moins vendu de la chanteuse.
Madonna part ensuite en tournée avec le Rebel Heart Tour, qui parcourt l'Amérique du Nord, l'Europe, l'Océanie ainsi que l'Asie (notamment pour la première fois à Singapour, Taïwan et Hong Kong). La tournée commence le 9 septembre 2015 à Montréal et se termine le 20 mars 2016 à Sydney en Australie. Comme à l'accoutumée, Madonna profite de ses concerts pour réagir à l'actualité, rendant notamment hommage aux victimes des attentats de Paris du 13 novembre 2015 et dénonçant le terrorisme. En outre, elle propose à ses fans australiens un spectacle intimiste, intitulé Tears of a Clown, qui mêle musique, art et comédie. Le Rebel Heart Tour engrangera 169,8 millions de dollars avec 1 045 479 tickets vendus sur les 82 dates. Après la fin du Rebel Heart Tour, Madonna se fait plus discrète sur le plan musical. Elle ne remonte sur scène que pour des occasions particulières comme pour un concert gratuit à New York en soutien à Hillary Clinton, candidate à l'élection présidentielle américaine, pour rendre hommage au chanteur Prince aux Billboard Music Awards de 2016 ou encore pour le gala de charité de Leonardo DiCaprio à Saint-Tropez en 2017.
En février 2017, Madonna confirme l'adoption de ses cinquième et sixième enfants, Stella et Estere, deux jumelles nées au Malawi. Six mois plus tard, elle s'installe avec sa famille au Portugal afin de suivre son fils David qui a intégré le centre de formation du club de football du Benfica Lisbonne. Alors qu'un retour musical est un temps annoncé, l'année 2018 de la chanteuse n'est consacrée qu'à la promotion de projets annexes comme la gamme de produits cosmétiques MDNA Skin.

### Madame Xet projet de film autobiographique (2019–2020)

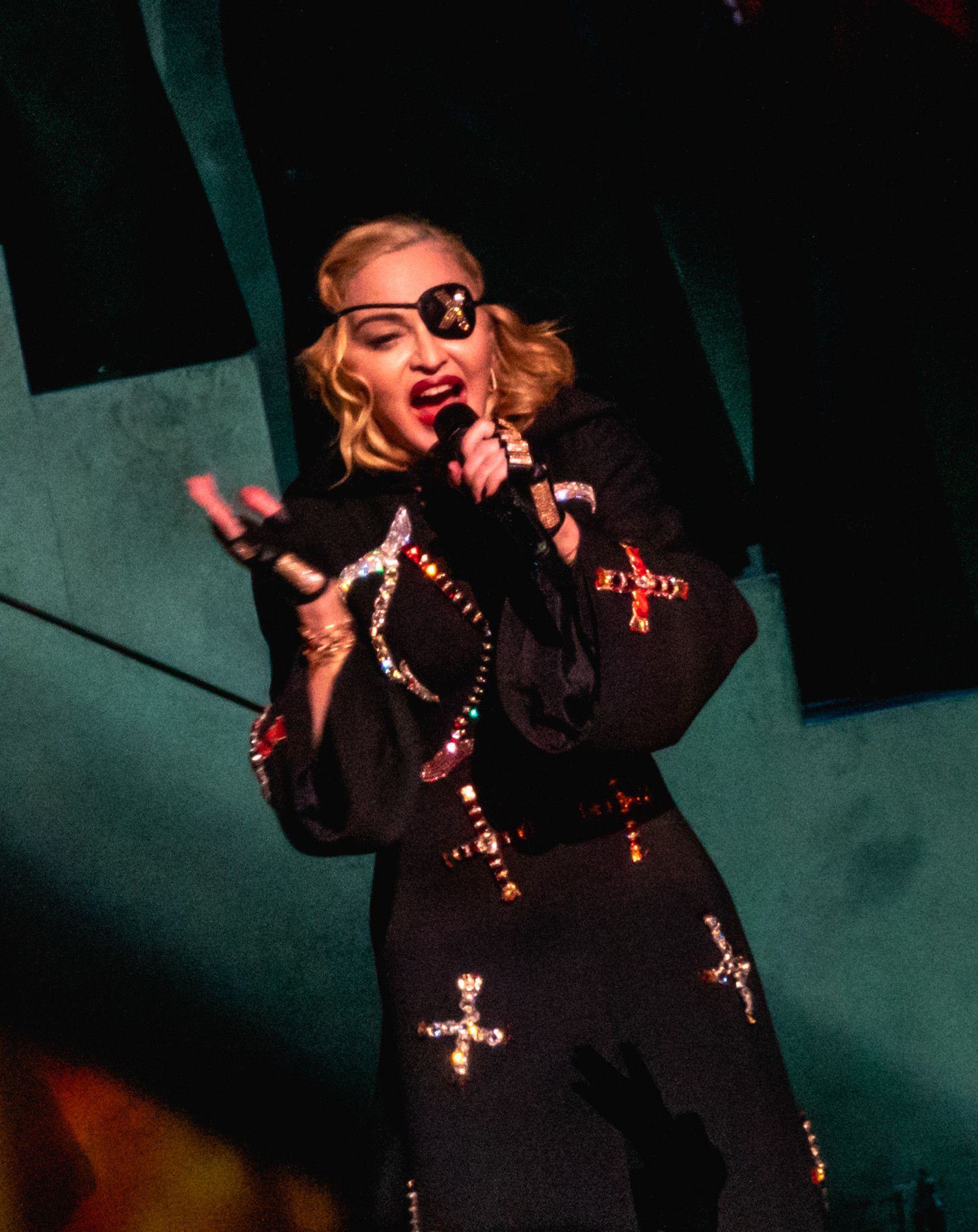
Madonna sur scène à Londres lors du Madame X Tour, en février 2020.

En juin 2019, plus de quatre ans après la sortie de Rebel Heart, Madonna propose un quatorzième album studio, intitulé Madame X. Supervisé notamment par les producteurs Mirwais et Mike Dean, cet opus se compose de quinze titres. La chanteuse se dit inspirée par la vie culturelle du Portugal, et mêle une voix robotisée et sa pop traditionnelle aux airs de fado, aux mornas du Cap-Vert ou à la bossa nova brésilienne. Les singles choisis montrent cette diversité musicale : Medellín est une collaboration avec le chanteur colombien Maluma, tandis que Crave est une ballade avec le rappeur américain Swae Lee. Le morceau God Control, aux sonorités disco, donne naissance à un clip polémique et violent dénonçant le manque de réglementation autour des armes à feu aux États-Unis. I Don't Search I Find est son 50e single à atteindre la tête du classement Hot Dance Club Songs édité par Billboard.
Madame X est le dernier album de Madonna sorti dans le cadre de son contrat avec Interscope Records signé en 2011. Pour le promouvoir, elle chante en Israël lors du concours Eurovision de la chanson 2019 malgré plusieurs appels au boycott. La performance sera très décriée à cause de la mise en scène finale du morceau Future avec le rappeur Quavo, montrant des danseurs arborant un drapeau israélien et palestinien sur leur costume, ainsi que pour les faiblesses vocales de la star durant son interprétation du titre de 1989, Like a Prayer. À partir de septembre 2019, elle propose une première tournée intimiste, le Madame X Tour, et se produit dans des salles de théâtre de onze villes à travers le monde (dont le Grand Rex en février et mars 2020). Madonna est contrainte d'annuler plusieurs dates en raison d'une blessure au genou et la tournée s'achève prématurément avec l'interdiction des rassemblements de plus de 1 000 personnes dans le cadre de la lutte contre la pandémie de Covid-19. La captation de cette tournée filmée à Lisbonne est disponible sur la plateforme de streaming Paramount+.
En août 2020, Madonna et Missy Elliott participent au single Levitating de la chanteuse Dua Lipa remixé par la DJ The Blessed Madonna pour son album Club Future Nostalgia. Elle travaille également avec Universal Pictures sur un projet de film autobiographique qu'elle compte réaliser, produire et co-scénariser avec Diablo Cody et Erin Cressida Wilson et avec l'actrice Julia Garner dans le rôle principal. Le projet est temporairement mis en sommeil en janvier 2023.

### The Celebration Touret nouveaux projets (depuis 2021)

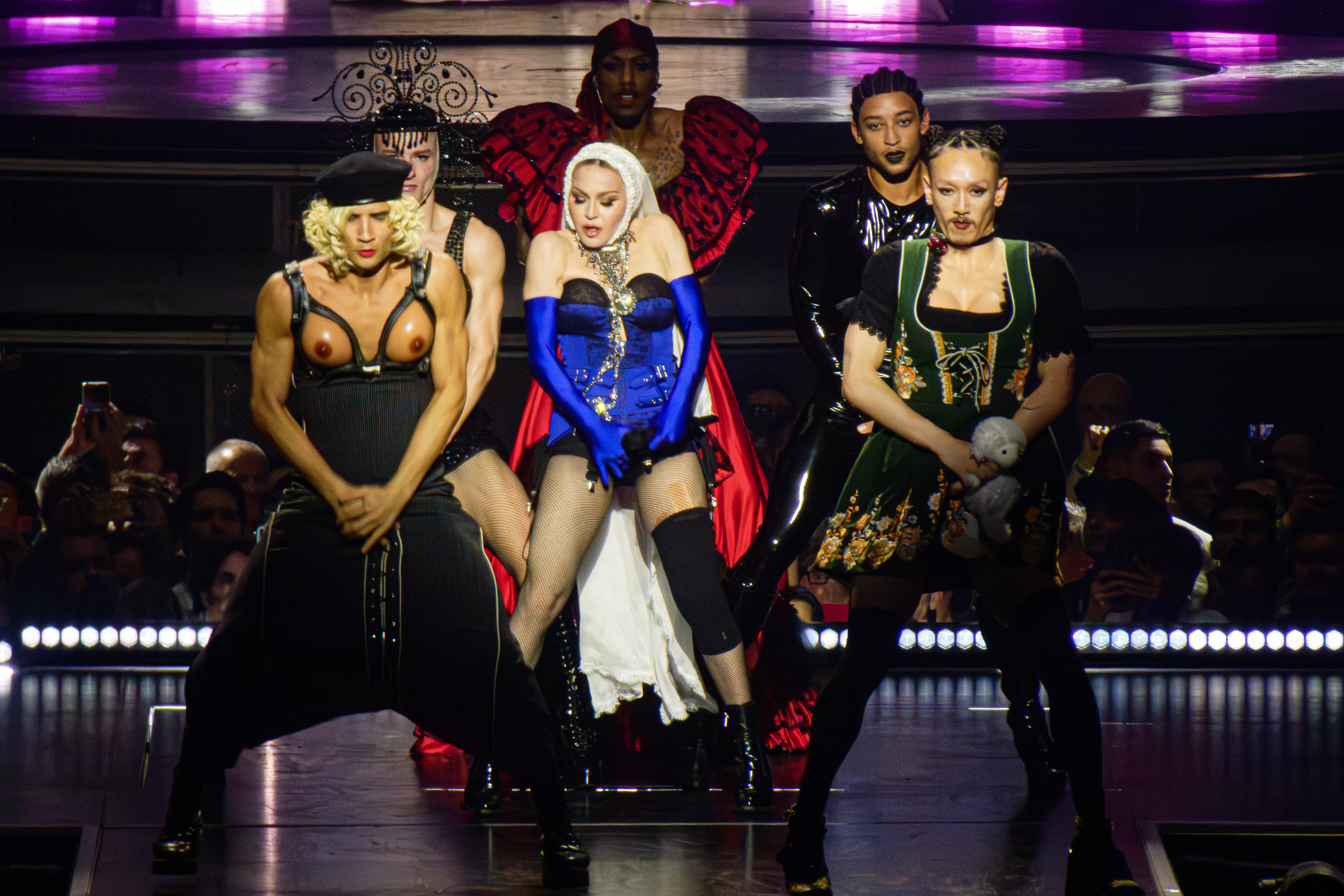
Madonna et sa troupe interprètent en lors du en à Paris en novembre 2023.

En août 2021, Warner Music Group, chez qui Madonna était signée entre 1982 et 2009, annonce le retour de la chanteuse au sein du groupe pour notamment proposer des rééditions enrichies de ses albums à partir de 2022 afin de fêter le 40e anniversaire de la sortie de son premier single, Everybody. Le premier projet issu de ce nouveau contrat est Finally Enough Love: 50 Number Ones, une compilation de remixes sortie en août 2022 qui met à l'honneur les 50 singles que Madonna a classés no 1 au Hot Dance Club Songs, un record pour tout classement Billboard confondu. À sa sortie, l'album se classe à la deuxième place du Top Albums en France et dans le top 10 du Billboard 200.
Entre 2022 et 2023, Madonna propose plusieurs projets indépendants : en septembre 2022, Madonna sort Hung Up on Tokischa, un remix dembow d'Hung Up en collaboration avec la rappeuse Tokischa. En décembre 2022, elle publie la démo de Back That Up to the Beat initialement écrite avec Pharrell Williams en 2014 pendant les sessions d'enregistrement pour Rebel Heart, avec une version alternative publiée sur la version deluxe 2CD de Madame X en 2019,. En juin 2023, Madonna collabore sur trois chansons de l'album Paranoia, Angels, True Love de Christine and the Queens, avec The Weeknd et Playboi Carti pour le single Popular, tiré de la bande originale de la série dramatique The Idol et Sam Smith, pour le single Vulgar.
En janvier 2023, Madonna annonce le Celebration Tour, sa première tournée rétrospective qui célèbre ses quarante ans de carrière et avec Bob the Drag Queen comme maître de cérémonie. Le début de la tournée, initialement prévu en juillet 2023, est repoussé au mois d'octobre du fait de l'hospitalisation de Madonna en raison d’une « infection bactérienne grave, ayant conduit à un séjour de plusieurs jours en soins intensifs »,. La tournée se conclut en mai 2024 au Brésil par un concert gratuit sur la plage de Copacabana à Rio de Janeiro qui réunit plus d'1,6 million de spectateurs, le record du plus grand nombre de spectateurs pour un concert unique donné par un artiste dans l’histoire, et rapporte 225,4 millions de dollars de recettes, la sixième tournée de Madonna ayant engrangé plus de 100 millions de dollars de recettes.
Madonna reprend le travail sur son projet de film autobiographique en juillet 2024 et publie un teaser sur son compte Instagram qui laisse penser que le film s'appellerait Who's That Girl, une référence au film réalisé par James Foley dans lequel elle a joué en 1987. Le projet rencontre des difficultés du fait de la longueur du scénario et pourrait plutôt faire l'objet d'une série. En décembre 2024, Madonna annonce son retour en studio pour enregistrer un nouvel album avec Stuart Price qu'elle présente comme une suite à son album Confessions on a Dance Floor sorti en novembre 2005. En juillet 2025, Madonna sort un album de remix, Veronica Electronica, enregistré plus de vingt-cinq ans auparavant lors des sessions de son album Ray of Light. Une démo inédite intitulée Gone Gone Gone, figure également dans cet album.

## Vie personnelle
De 1982 à 1983, dans le New York underground, Madonna et l'artiste Jean-Michel Basquiat vivent une idylle brève mais passionnée,. Les deux s'inspireront mutuellement et la future reine de la pop collectionnera l'œuvre de son ancien amant. De nombreux clichés témoignent de leur relation.
On lui prête[style à revoir] des relations amoureuses avec Prince puis Michael Jackson.
Madonna a été mariée deux fois : la première fois avec l'acteur Sean Penn de 1985 à 1989 et la seconde fois avec le réalisateur britannique Guy Ritchie de 2000 à 2008. Madonna a aussi entretenu des relations avec le producteur John « Jellybean » Benitez, l'acteur Warren Beatty, le basketteur Dennis Rodman ou encore le rappeur Tupac Shakur. La chanteuse est aussi en couple avec le mannequin brésilien Jesus Luz, ou le danseur lyonnais Brahim Zaibat (ayant participé comme danseur durant le MDNA Tour). Elle fut en couple avec Ahlamalik Williams, un de ses danseurs du Madame X Tour, de 36 ans son cadet,, avec lequel elle s'est séparée au bout de trois ans de relation. Après avoir fréquenté le mannequin Andrew Darnell et le boxeur Josh Popper, elle officialise en 2024, sa relation avec Akeem Morris’.
Madonna est ouvertement bisexuelle. De 1992 à 1994, elle est la compagne d'Ingrid Casares, rencontrée à Miami pendant des séances photo prises pour son livre SEX. De 1993 à 1994, l'artiste fréquente la mannequin Jenny Shimizu.
Madonna est la mère de six enfants, dont quatre adoptés : Lourdes Maria Ciccone (née le 14 octobre 1996 de sa relation avec le coach Carlos Leon), Rocco Ritchie (né le 11 août 2000 de son union avec Guy Ritchie), David Banda (né le 24 septembre 2005, adopté en 2006), Mercy James (née le 22 janvier 2006, adoptée en 2009) et les jumelles Esther et Stella (nées fin août 2013, adoptées en 2017). Tous ses enfants monteront sur scène pour accompagner musicalement ou artistiquement leur mère leur de sa tournée mondiale, le Celebration Tour,,,.
Après avoir vécu à Los Angeles durant les années 1980 et 1990, puis à Londres (1999-2009), à New York (2009-2017) et à Lisbonne (2017-2021), afin d'accompagner son fils David qui joue dans le club de foot Benfica Lisbonne, avant de revenir à New York. Au tournant de la quarantaine, la star concurrencée par Lady Gaga et Britney Spears, se bat contre le temps, pratique le jeûne et entretient son corps (yoga, méthode Pilates, régime macrobiotique, chirurgie esthétique et injections de botox par le chirurgien Fredric Brandt (en)…). Luttant contre l'âgisme, elle lance des collections de produits de beauté.
Lors de la fin de la tournée Madame X Tour, en mars 2020, Madonna est contrainte d'annuler de nombreuses représentations, en partie à cause des mesures prises contre la pandémie de Covid-19 en France, pays dans lequel elle se produit à ce moment, mais également à cause de nombreuses blessures, qui l'obligent régulièrement à se déplacer en béquilles ou avec une canne. Elle subit quelques mois plus tard une opération de la hanche,. Après cette intervention médicale, la chanteuse indique sur ses réseaux sociaux qu'elle a régulièrement recours à la chirurgie esthétique.
Le 24 février 2023, son frère Anthony Ciccone décède à l'âge de 66 ans. La nouvelle est annoncée en premier par Joe Henry, mari de sa sœur Melanie. Peu de temps après, Madonna, via sa story Instagram, rend hommage à son frère. Le 24 septembre 2024, sa belle-mère Joan Ciccone décède à l'âge de 81 ans.

## Image publique

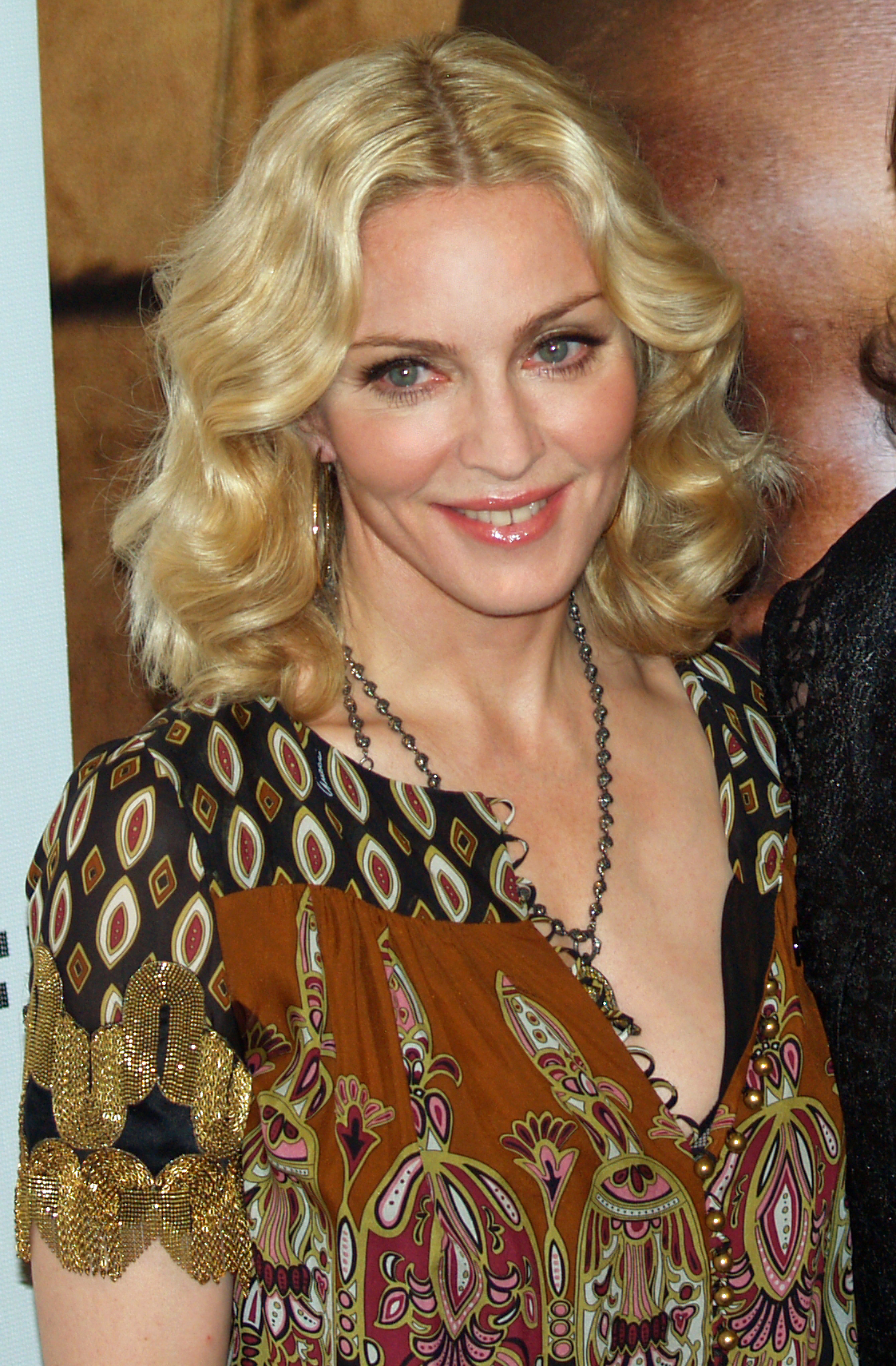
Madonna à la première de son film I Am Because We Are, au Festival du film de Tribeca, en avril 2008.

Madonna fait son entrée dans la cour des grands[style à revoir] en 1984, dès le départ, elle pose les bases même de sa carrière, celui de la transgression et de la provocation,. Elle est une icône de la mode et joue régulièrement sur la provocation en lien avec la religion, le racisme, la politique et la sexualité. Elle a toujours été pour l’acceptation de soi et le partage des cultures et nationalités.
Dès son arrivée sur scène au VMA (MTV Video Music Awards) 1984, elle reprend sa chanson Like a Virgin. Cette année-là, elle choque l’Amérique. C'est un renouveau dans la manière de se mettre en avant sur scène : robe de mariée et ceinture où l’on peut voir[style à revoir] écrit « Boy Toy » : « jouet de garçon ». Elle transgresse les codes. L’année 1990 est l’année Vogue avec la sortie de l'album I'm Breathless. Madonna revient pour montrer l’étendue de son pouvoir au MTV Awards avec l’interprétation de son titre Vogue. Elle est déguisée en Marie-Antoinette, entourée de danseurs de voguing qui forment sa cour, et qu’elle sollicite d’un coup sec du bout de son éventail, bougeant, voire glissant, avec l’assurance d’une divinité dans sa robe à paniers. Cela annonce son retour sur scène avec le Blond Ambition Tour et la sortie d'un best-of. En si peu de temps, elle est déjà considérée comme une icône. Les années 1990 sont les années les plus actives de la star, elle revient plus naturelle et toujours aussi provocante ; mais son but premier a été de se renouveler, déjà musicalement, et elle n’hésite pas à tourner pour le cinéma. Les années 1990 sont aussi les années sexe de Madonna. En 1992, elle sort l'album Erotica suivi d’un livre nommé SEX où elle se met à nu dans le sens propre du terme à travers toute une collection de photos. Dans la même période, après deux ans d’absence et la naissance de son premier enfant, Madonna fait son retour avec Ray of Light : c'est un renouveau, celui qui l’amène au style des années 2000. En 2005, Madonna sort l'album Confessions on a Dance Floor, l'artiste revient à sa source et met en avant son côté girl power ; on peut y retrouver[style à revoir] son titre Hung Up : Madonna prend de l'âge mais ça n’a pas d’importance, elle met donc en avant son côté femme mature qui s'assume, et permet donc aux femmes de son âge de se sentir plus fortes. 
Avec Rebel Heart, sorti le 6 mars 2015, Madonna signe son retour sur la scène musicale. L'album subira des fuites d'informations avant sa sortie, obligeant la chanteuse à modifier sa communication, lors de sa sortie. Pour la sortie du clip de son single Living for Love, Madonna organise une avant première sur Snapchat. Cela permet de faire le buzz en quelques heures. Madonna, dans sa carrière, fait de nombreuses provocations ; mais après Rebel Heart, elle décide de revenir aux bases mêmes de sa stratégie de provocation. Le meilleur exemple est celui de Coachella : Madonna embrasse le rappeur Drake sur scène et choque l’assemblée ; elle fera taire les critiques sur elle en y répondant sur instagram en disant : « Si tu ne m’aimes pas mais que tu continues de regarder ce que je fais, tu es une fan, pétasse. » On peut voir[style à revoir] que cette stratégie de provocation marche toujours aussi bien comme peuvent en témoigner, cette année-là, les ventes de son album Rebel Heart. Il faudra attendre 2019, pour que Madonna fasse à nouveau son retour, plus sobre cette fois avec l'album Madame X, toujours en mettant en avant son côté sexy mais cette fois en misant sur des featuring avec les artistes latino ou hip-hop du moment (Maluma, Quavo, Swae Lee…).

## Style musical et thèmes

### Catholicisme
Madonna, dont le nom d'artiste désigne la mère de Jésus en italien, est influencée par le catholicisme, dont elle utilise les symboles. Elle a plusieurs fois mentionné avoir été fascinée durant son enfance par les sœurs catholiques. Elle désire elle-même devenir l'une d’elles. Elle utilise souvent l'image de la Sainte-Croix. Dès ses débuts, les pendentifs et les boucles d'oreilles qu'elle portait ont suscité la rumeur selon laquelle elle aurait dit que les croix, avec leur homme nu, étaient sensuelles. En 1987, on la voit prier avec un rosaire dans le clip La isla bonita. En 1989, dans Like a Prayer, elle porte les stigmates du Christ, évolue dans un décor de croix brûlantes, et prie dans une église, avec un texte aux lourds sous-entendus sexuels. Lors du Blond Ambition Tour, elle fait le signe de croix avant d'interpréter Oh Father dans une réplique de chapelle. Deux ans après, elle pose nue dans son sex book devant une croix lumineuse. En 2006, elle apparait crucifiée lors du Confessions Tour et affirme croire en Jésus. A contrario, elle chante dans la chanson American Life « I'm not a christian and I'm not a jew » (« Je ne suis ni chrétienne, ni juive »). Le thème du catholicisme revient à nouveau lors de son MDNA Tour, où elle utilise divers symboles de la religion catholique et une prière lors de son entrée en scène.
Madonna entretient également un rapport ambigu avec la papauté : pendant l'interprétation de Papa Don't Preach sur scène, l'image du Pape apparaît sur grand écran. En 2015, la chanteuse aborde à nouveau le catholicisme en mêlant ce sujet à celui de la drogue sur le titre Devil Pray. L'imagerie catholique sera par ailleurs présente dans le Rebel Heart Tour lorsqu'elle interprète cette même chanson et Holy Water, qui voit des religieuses catholiques en sous-vêtements faire du pole dance autour de barres en forme de croix.
Cependant, à partir de la fin des années 1990, Madonna se rapproche de la kabbale, un courant mystique minoritaire du judaïsme.
Cet engouement pour la religion s'explique par la foi très importante à la fois de ses ancêtres paternels italiens et de celle, inébranlable, de sa mère, qui avait, par exemple affirmé sur son lit de mort qu'elle mourrait par la « volonté divine».

### Influences artistiques
Madonna possède des œuvres de Pablo Picasso, Fernand Léger, Salvador Dalí, Man Ray et, étant une grande admiratrice de l'œuvre de Tamara de Lempicka, détient aussi quelques tableaux de cette artiste. En 1986, dans le clip Open Your Heart, la façade du peep-show est une reproduction d'Andromède enchaînée (œuvre de style art déco), où les tétons d'Andromède sont remplacés par des ampoules lumineuses (ce qui a contrarié les descendants de l'auteur). Par ailleurs, on verra d'autres œuvres issues de sa collection personnelle dans le clip Vogue et lors du Who's That Girl Tour. En 1993, le Girlie Show est directement inspiré de l'œuvre d'Edward Hopper. Le clip Bedtime Story a été fortement inspiré par les artistes surréalistes Frida Kahlo, Leonora Carrington et Remedios Varo. Encore dans ce domaine, on remarque aussi des similitudes avec Andy Warhol dans le clip Deeper and Deeper et un hommage à Guy Bourdin dans Hollywood, qui fit d'ailleurs l'objet d'une plainte pour utilisation illicite.

### Cinéma
Madonna révèle souvent un intérêt profond pour le cinéma, comme le révèle le titre Vogue, où elle affirme sa passion pour Carole Lombard, Rita Hayworth, Bette Davis, Martha Graham, Veronica Lake, Jean Harlow et surtout pour Marlene Dietrich qui avait une image semblable à la star (elle était d'ailleurs une des premières femmes à porter des vêtements masculins). Madonna empruntera l'attitude de l'actrice lors du clip Vogue et de The Girlie Show World Tour : Like a Virgin est remaniée sur l'air de Falling in Love Again (Can't Help It) qu'elle interprète avec un léger accent allemand. La chanteuse reprendra également le look androgyne arboré par l'actrice dans Cœurs brûlés lors d'une conférence de presse en 2013. Elle témoigne de son admiration pour Marilyn Monroe à travers le clip de Material Girl. Habillée comme Monroe, Madonna imite sa performance de la chanson Diamonds Are a Girl's Best Friend du film Les hommes préfèrent les blondes.
Madonna s'inspire également d'autres œuvres comme Cabaret pour le clip Open Your Heart, Metropolis pour Express Yourself, Le Patient anglais et Un thé au Sahara pour Frozen, Koyaanisqatsi pour Ray of Light, Humoresque pour The Power of Good-Bye, Moonraker et Goldfinger pour Die Another Day, La Fièvre du samedi soir pour Hung Up et Sorry. On peut également citer[style à revoir] l'acteur James Cagney pour la chanson White Heat et Dita Parlo pour Erotica. Elle a en outre révélé avoir été inspirée par Quentin Tarantino lors de l'écriture du titre Gang Bang sur MDNA. La chanteuse aurait par ailleurs souhaité qu'il réalise un clip pour cette chanson.

## Controverses

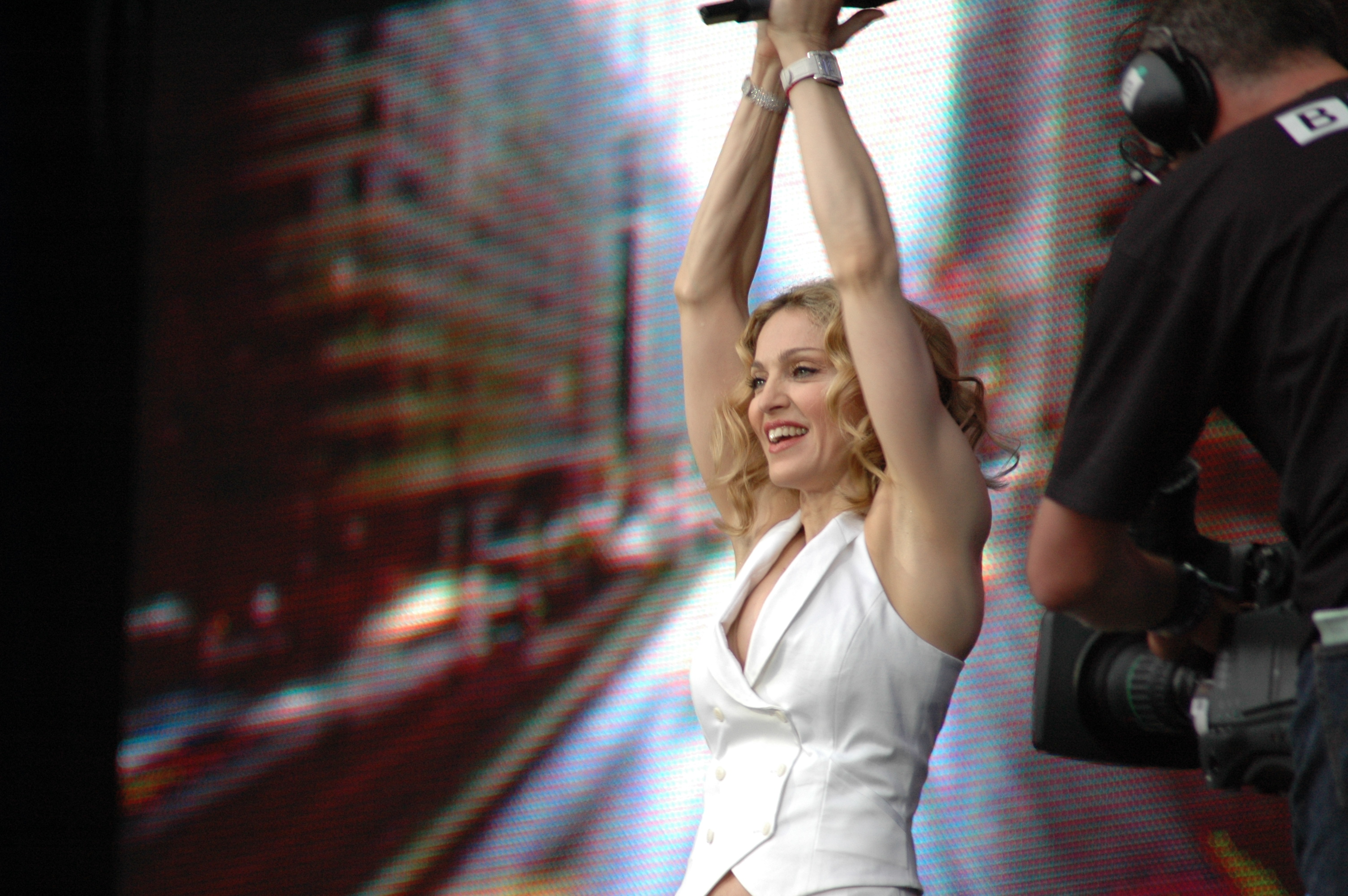
Madonna lors du en en juillet 2005.

À partir des années 1980, la carrière de Madonna est émaillée de nombreuses polémiques. Ces polémiques sont très souvent le fait de la chanteuse elle-même qui, au fil des albums, des films, des tournées, des photographies de mode ou des sorties publiques, joue avec une image sulfureuse et des thèmes comme la religion, le sexe, la nudité, la violence ou la politique. En revanche, d'autres polémiques sont nées dans les médias sans que Madonna ait cherché à les provoquer. Durant le tournage d'Evita en 1996, l'équipe doit faire face à plusieurs reprises aux protestations du peuple argentin, qui juge Madonna « trop scandaleuse » pour interpréter le personnage d'Eva Perón.
À l'instar de nombreux artistes, Madonna n'a pas été épargnée par des accusations de plagiats tout au long de sa carrière musicale, la plus retentissante est celle liée au single Frozen en 2005 en Belgique. Le single est alors interdit de diffusion pendant neuf années, avant que la cour d'appel de Mons estime en février 2014 « qu'il n'y a pas eu de plagiat de la part de Madonna ».
L'étude de la Kabbale par la chanteuse à la fin des années 1990 provoque des interrogations de la part des médias, ce mouvement étant considéré comme sectaire par certaines organisations.
À partir de 2013, plusieurs de ses photos sur le réseau social Instagram vont faire scandale, notamment des publications mettant en scène de la nudité, des sujets politiques ou encore des messages écrits avec un langage outrancier. Fin 2014, des détournements reprenant les codes visuels de la pochette de Rebel Heart et mettant en scène Diana Spencer ou encore Nelson Mandela font scandales sur internet. Alors que les internautes accusent Madonna d'utiliser ces personnalités pour faire la publicité de son album, cette dernière assure qu'il s'agit de simples hommages.
À la suite de l'élection de Donald Trump, elle participe le 21 janvier 2017 au rassemblement de la Marche des femmes, où elle déclare avoir « beaucoup pensé à faire sauter la Maison Blanche », provoquant ainsi un tollé. En novembre 2017, elle est mise en cause dans le scandale des Paradise Papers pour avoir investi en 1998, à des fins d'optimisation fiscale, dans une société médicale installée dans le paradis fiscal des Bermudes,.

## Discographie

### Albums studio
- 1983 : Madonna
- 1984 : Like a Virgin
- 1986 : True Blue
- 1989 : Like a Prayer
- 1992 : Erotica
- 1994 : Bedtime Stories
- 1998 : Ray of Light
- 2000 : Music
- 2003 : American Life
- 2005 : Confessions on a Dance Floor
- 2008 : Hard Candy
- 2012 : MDNA
- 2015 : Rebel Heart
- 2019 : Madame X

## Tournées
Au cours des décennies 1980, 1990, 2000 et 2010, les tournées de Madonna se classent chaque fois parmi les plus génératrices de recettes.
| Année(s)  | Nom                           | Dates | Tournée internationale | Photos | Album(s) soutenu(s)                     | Commentaire |
| --------- | ----------------------------- | ----- | ---------------------- | ------ | --------------------------------------- | ----------- |
| 1985      | The Virgin Tour               | 40    | Non                    |        | Madonna Like a Virgin                   | [ com 1 ]   |
| 1987      | Who's That Girl Tour          | 37    | Oui                    |        | True Blue Who's That Girl               | [ com 2 ]   |
| 1990      | Blond Ambition Tour           | 57    | Oui                    |        | Like a Prayer I'm Breathless            | [ com 3 ]   |
| 1993      | The Girlie Show World Tour    | 39    | Oui                    |        | Erotica                                 | [ com 4 ]   |
| 2001      | Drowned World Tour            | 46    | Oui                    |        | Bedtime Stories Ray of Light Music      | [ com 5 ]   |
| 2004      | Re-Invention Tour             | 56    | Oui                    |        | American Life                           | [ com 6 ]   |
| 2006      | Confessions Tour              | 60    | Oui                    |        | Confessions on a Dance Floor            | [ com 7 ]   |
| 2008–2009 | Sticky and Sweet Tour         | 85    | Oui                    |        | Hard Candy                              | [ com 8 ]   |
| 2012      | The MDNA Tour                 | 88    | Oui                    |        | MDNA                                    | [ com 9 ]   |
| 2015–2016 | Rebel Heart Tour              | 82    | Oui                    |        | Rebel Heart                             | [ com 10 ]  |
| 2019–2020 | Madame X Tour                 | 75    | Oui                    |        | Madame X                                | [ com 11 ]  |
| 2023–2024 | Madonna: The Celebration Tour | 81    | Oui                    |        | Tous ses albums (de Madonna à Madame X) | [ 286 ]     |

## Records, classements et volume de ventes

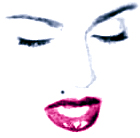
Icône de Madonna de 1990.

La compilation The Immaculate Collection, sortie en 1990, demeure le best-of le plus vendu au monde, avec plus de trente millions d'exemplaires écoulés. En 1997, Madonna entre dans le Livre Guinness des Records à la suite du tournage du film Evita : la chanteuse y porte pas moins de 85 tenues, 39 chapeaux, 45 paires de chaussures et 56 paires de boucles d'oreilles, détrônant ainsi Elizabeth Taylor pour le rôle de Cléopâtre. En 2005, le Livre Guinness des records mentionne Madonna comme l'artiste féminine la plus populaire encore en activité (toutes catégories de musique confondues). Avec plus de quatre cents millions de disques vendus,, Madonna est la chanteuse qui a vendu le plus de disques de tous les temps et occupe la 4e place au classement général, derrière les Beatles, Elvis Presley et Michael Jackson.
Selon le New York Daily News, sa fortune est estimée à 1,1 milliard de dollars (soit environ 875,5 millions d'euros), capital réparti en propriétés immobilières, actions boursières et tableaux de maître. D'après le Billboard, Madonna était en 2016 l'artiste solo ayant rapporté le plus d'argent grâce à ses tournées de toute l'histoire de la musique (1,31 milliard de dollars), se plaçant ainsi devant Bruce Springsteen et Elton John. Seuls les groupes The Rolling Stones (1,84 milliard) et U2 (1,67 milliard) font mieux qu'elle.
D'après la Recording Industry Association of America (RIAA) :
- Madonna détient dix-sept albums  Or et douze albums  Platine[297] ;
- Madonna détient vingt-cinq singles  Or[298] et quatre singles  Platine[299] ;
- Madonna aurait vendu quatre-vingts millions d'albums, rien qu'aux États-Unis[291].

En 2005, selon le Livre Guinness des records, les albums de Madonna avaient passé un total de 1 032 semaines, soit 19,8 années dans les classements du Royaume-Uni dans son ensemble, soit plus longtemps qu’aucune autre artiste féminine. En outre, Madonna était à la 5e place des records de longévité de présence dans les classements britanniques.
| Artiste             | Temps passé dans les classements |
| ------------------- | -------------------------------- |
| Queen               | 1 422 semaines / 27 ans          |
| The Beatles         | 1 293 semaines / 24,8 ans        |
| Elvis Presley       | 1 280 semaines / 24,6 ans        |
| Madonna             | 1 193 semaines / 22,7 ans        |
| U2                  | 1 150 semaines / 22 ans          |
| Dire Straits        | 1 136 semaines / 21,8 ans        |
| Simon and Garfunkel | 1 114 semaines / 21,4 ans        |
| David Bowie         | 1 005 semaines / 19,3 ans        |
| Elton John          | 989 semaines / 19 ans            |
| Michael Jackson     | 966 semaines / 18,6 ans          |

| Artiste       | Temps passé dans les classements |
| ------------- | -------------------------------- |
| Elvis Presley | 2 074 semaines / 39,9 ans        |
| Cliff Richard | 1 982 semaines / 38 ans          |
| Queen         | 1 755 semaines / 33,7 ans        |
| The Beatles   | 1 749 semaines / 33,6 ans        |
| Madonna       | 1 660 semaines / 31,9 ans        |
| Elton John    | 1 626 semaines / 31,2 ans        |

Artiste ayant commencé sa carrière dans les années 1980, Madonna est en 2021, l'une des 250 artistes les plus streamés de la plateforme Spotify depuis sa création en 2008.

### BillboardHot 100 singles
Madonna détient douze singles no 1 au classement du Billboard Hot 100 Singles (Like a Virgin, Crazy for You, Live to Tell, Papa Don't Preach, Open Your Heart, Who's That Girl, Like a Prayer, Vogue, Justify My Love, This Used to Be My Playground, Take a Bow et Music), comme The Supremes, mais derrière Mariah Carey qui en classe 19.
En 2008, elle obtient son 37e Top 10 au classement du Billboard Hot 100 avec le single 4 Minutes et bat ainsi le record du nombre de Top 10 US, détenu alors par Elvis Presley. En 2012, elle bat son propre record et obtient son 38e Top 10 au classement du Billboard Hot 100 avec cette fois-ci le single Give Me All Your Luvin', devançant ainsi Elvis Presley et les Beatles qui avaient classés respectivement 36 et 34 titres.
Madonna détient aussi les records suivants au sein du Billboard :
- 28 singles ayant été classés au top 5 par une artiste féminine ;
- 38 singles ayant été classés au top 10 par une artiste féminine ;
- 43 singles ayant été classés au top 20 par une artiste féminine ;
- 45 singles ayant été classés au top 30 par une artiste féminine ;
- 48 singles ayant été classés au top 40 par une artiste féminine.

### Récompenses
En 2025, la chanteuse compte sept Grammy Awards, trente MTV Awards (dont vingt-et-un Video Music Awards), trois American Music Awards, deux Golden Globe Awards, l'un pour une chanson, l'autre comme meilleure actrice, deux chansons oscarisées (Sooner or Later et You Must Love Me), six NRJ Music Awards (dont 4 en France), neuf International Dance Music Award, deux Brit Awards, trente-neuf Billboard Award, quatre VH-1 Fashion Awards, deux Prix Juno (Canada), un World Music Award, un International Music Award, sept ASCAP Awards, sept ARC Weekly Top 40, et dix-sept Rolling Stone Awards.

## Publicités
- 1984 : MTV (musique : Material Girl)
- 1986-1987 : Mitsubishi (musique : True Blue, La isla bonita, Causing a Commotion et Spotlight)
- 1989 : Pepsi-Cola (musique : Like a Prayer)
- 1989-1991 : Spa (musique : Spanish Eyes et Rescue Me)
- 1990 : Rock the Vote (musique : Vogue)
- 1995 : VH1 (musique : Take a Bow)
- 1995 : Takara Shuzo (musique : Broken)
- 1999 : Max Factor (musique : Ray of Light)
- 2001 : Windows XP (musique : Ray of Light)
- 2001 : The Hire: Star (court-métrage publicitaire BMW) de Guy Ritchie : the Star (non créditée)
- 2003 : Gap (musique : Into The Hollywood Groove)
- 2003 : Estée Lauder Inc. (musique : Love Profusion)
- 2005 : Motorola (musique : Hung Up)
- 2007 : H&M (musique : Purdy de William Orbit)
- 2007 : Brillia Mare Ariake
- 2008 : Sunsilk (musique : 4 Minutes et Ray of Light)
- 2023 : Marshalls (musique : 4 Minutes)

## Mode
- 1995 : Versace
- 2005 : Versace
- 2006 : Gap
- 2007 : H&M (Collection M by Madonna, créée par la chanteuse)
- 2008 : Louis Vuitton
- 2009 : Louis Vuitton
- 2010 : Dolce & Gabbana
- 2010 : collaboration avec Dolce & Gabbana avec la collection de lunettes solaires MDG
- 2010 : lancement de la collection Material Girl, inspirée par sa fille, uniquement chez Macy's
- 2015 : Versace

## Filmographie

### Comme actrice
Malgré ses multiples tentatives de devenir une actrice reconnue, Madonna n'a pas connu au cinéma un succès à la mesure de celui qu'elle a rencontré dans la musique. Le film Recherche Susan désespérément, en 1985, lui permit d'accéder momentanément au succès en tant qu'actrice. Mais depuis, la plupart de ses films ont été boudés par le public et mal accueillis par la critique. Pour le critique de cinéma Samuel Blumenfeld, « Madonna n'a jamais été une comédienne, le label “actrice de composition” ne peut s'appliquer à celle qui n'aura jamais interprété d'autre rôle que le sien ». Cependant, Une équipe hors du commun (1992) rencontre les faveurs du public, mais elle n'y tient qu’un rôle secondaire. En 1996, elle tient le rôle-titre d'Evita, qui lui permet de renouer avec les cinéphiles et d'emporter un Golden Globe. Néanmoins, le succès commercial de cette comédie musicale reste mitigé. Un de ses derniers films, À la dérive, mis en scène par son mari Guy Ritchie, lui a valu en 2003 le Razzie Award de la pire actrice et s'est révélé l'un de ses plus grands échecs. Il n'est d'ailleurs sorti qu'en DVD dans de nombreux pays.
Madonna est la personnalité la plus récompensée de l'histoire aux Razzie Awards, cérémonie primant chaque année « le pire du cinéma ». À la fin des années 2000, Madonna décide de mettre un terme à sa carrière d'actrice et se tourne vers la réalisation.
- 1979/1981 : A Certain Sacrifice de Stephen Jon Lewicki : Bruna
- 1985 : Vision Quest (Crazy for You) d'Harold Becker : la chanteuse du bar (caméo)
- 1985 : Recherche Susan désespérément (Desperately Seeking Susan) de Susan Seidelman : Susan
- 1986 : Shanghai Surprise de Jim Goddard : miss Tatlock
- 1987 : Who's That Girl de James Foley : Nikki Finn
- 1989 : Il était une fois Broadway (Bloodhounds of Broadway) d'Howard Brookner : Hortense Hathaway
- 1990 : Dick Tracy de Warren Beatty : Breathless Mahoney
- 1992 : Ombres et Brouillard (Shadows and Fog) de Woody Allen : Marie
- 1992 : Une équipe hors du commun (A League of Their Own) de Penny Marshall : Mae Mordabito
- 1993 : Body (Body of Evidence) d'Uli Edel : Rebecca Carlson
- 1993 : Snake Eyes (Dangerous Game) d'Abel Ferrara : Sarah Jennings
- 1995 : Brooklyn Boogie (Blue in the Face) de Paul Auster et Wayne Wang : le télégramme chanté (caméo)
- 1995 : Groom Service (Four Rooms) d'Allison Anders : Elspeth (segment The Missing Ingredient)
- 1996 : Girl 6 de Spike Lee : Boss #3
- 1996 : Evita d'Alan Parker : Eva Perón
- 2000 : Un couple presque parfait (The Next Best Thing) de John Schlesinger : Abbie Reynolds
- 2002 : À la dérive (Swept Away) de Guy Ritchie : Amber Leighton
- 2002 : Meurs un autre jour (Die Another Day) de Lee Tamahori : Verity (caméo non crédité)
- 2006 : Arthur et les Minimoys (Arthur and the Invisibles) (film d'animation) de Luc Besson : Princesse Sélénia (voix)

#### Télévision
- 1985 : Saturday Night Live : elle-même / Diana Spencer / Marilyn Monroe (saison 11, épisode 1 : Madonna/Simple Minds)
- 1986 : Saturday Night Live : elle-même (saison 12, épisode 1 : Sigourney Weaver/Buster Poindexter)
- 1991 : Saturday Night Live : elle-même (saison 16, épisode 19 : Delta Burke/Chris Isaak)
- 1992 : Saturday Night Live : Liz Rosenberg (saison 17, épisode 14 : Roseanne & Tom Arnold/Red Hot Chili Peppers)
- 1993 : Saturday Night Live : elle-même (invitée musicale) (saison 18, épisode 11 : Harvey Keitel/Madonna)
- 2003 : Will et Grace (Will & Grace) : Liz (saison 5, épisode 21 : Une question d'habitudes)
- 2009 : Saturday Night Live : elle-même (saison 35, épisode 2 : Ryan Reynolds/Lady Gaga)
- 2013 : Saturday Night Live : elle-même (saison 39, épisode 10 : Jimmy Fallon/Justin Timberlake)

### Théâtre
En août 1986, Madonna et Sean Penn font leurs débuts au théâtre dans la pièce Goose and Tom-Tom écrite par David Rabe. Le couple interprète deux gangsters devant un public uniquement composé de célébrités comme Warren Beatty, Andy Warhol, Cher ou Liza Minnelli. Les critiques sont mauvaises pour le couple. En 1988, Madonna décide se consacrer pleinement à sa carrière d'actrice et d'auditionner pour la nouvelle pièce du dramaturge David Mamet, Speed-the-Plow, lorsqu'elle apprend que la comédienne Elizabeth Perkins s'est désistée à la dernière minute. Pour son deuxième essai à Broadway, Madonna endosse le rôle de Karen, une secrétaire effacée mais faussement naïve qui travaille pour deux magnats du cinéma et essaie de leur vendre un projet de film au succès commercial incertain. Les critiques sont dans l'ensemble négatives : Dennis Cunningham juge que Madonna est « scandaleusement incompétente » et le New York Daily News titre « Non elle ne sait pas jouer ! » mais c'est la star Katharine Hepburn, qui avait assisté à une représentation, qui a le commentaire le plus acerbe en déclarant : « J'ai vu la nouvelle pièce de [David] Mamet avec Madonna interprétant une prétendue actrice qui ne sait pas jouer. Elle était absolument convaincante ! »
En 2002, elle joue au théâtre dans la pièce Up For Grabs de David Williamson.
- 1986 : Goose and Tom-Tom (écrite par David Rabe et mise en scène par Gregory Mosher, jouée du 28 au 31 août au Mitzi E. Newhouse Theater à New York). Personnage interprété : Lorraine.
- 1988 : Speed-the-Plow (écrite par David Mamet et mise en scène par Gregory Mosher, jouée du 3 mai au 31 décembre au Royale Theater à New York. Personnage interprété : Karen, secrétaire.
- 2002 : Up for Grabs (écrite par David Williamson et mise en scène par Laurence Boswell, jouée du 9 mai au 13 juillet au Wyndham's Theatre à Londres). Personnage interprété : Loren, marchande d'art

### Comme réalisatrice
- 2008 : Obscénité et Vertu (Filth and Wisdom). Le film ne rencontre aucun succès auprès du public[316]. Les critiques de cinéma ne sont pas tendres. Le site Rotten Tomatoes rapporte que 25 % des comptes rendus du film sont favorables[317]. Jonathan Romney, de Screen International, estime que « Madonna ne sait tout simplement pas diriger des acteurs »[318]. Peter Bradshaw, de The Guardian, traite Madonna de « réalisatrice calamiteuse »[319].
- 2011 : W./E. : Wallis et Édouard (W./E.). Le film fait un score de 13% sur Rotten tomatoes, se retrouvant classés parmi les « films nuls »[320]. Sur Metacritic, site Web qui recueille les notes attribuées aux films, son score est de 37/100, indiquant des critiques généralement défavorables[321]. Colin Kennedy, de Metro, qualifie le film de « désastreux »[322]. Dan Carrier, de Camden New Journal, donne une étoile sur cinq au film en déclarant que Madonna « ne devrait plus jamais être autorisée à se mettre derrière la caméra du réalisateur ». Alors qu'il a coûté 29 millions de dollars, le film en rapportera seulement 870 000[323].
- 2013 : secretprojectrevolution

## Œuvres écrites

### Livres pour enfants
Chacun des volumes ont été édités aux éditions Gallimard jeunesse, Scholastic, Callaway Éditions et Puffin Books (pour les éditions anglaises).
- 2003 : Les Roses anglaises, (The English Roses), illustrations de J.-F. Fulvimari
- 2003 : Mr Peabody's Apples ; Les Pommes de M. Peabody, illustrations de Loren Long
- 2004 : Jakov and the Seven Thieves ; Yakov et les sept voleurs, illustrations de Gennady Spirin.
- 2004 : The Adventures of Abdi ; Les Aventures d'Abdi, illustrations d'Olga et Andrej Dugin
- 2005 : Lotsa de Casha ; Bôta de Carats, illustrations de Rui Paes
- 2006 : The English Roses : Too Good To Be True ; Les Roses anglaises : Trop beau pour être vrai, illustrations de J.-F. Fulvimari
- 2007 : Friends For Life!, illustrations de J.-F. Fulvimari
- 2007 : Goodbye, Grace?, illustrations de J.-F. Fulvimari
- 2007 : The New Girl, illustrations de J.-F. Fulvimari
- 2007 : A Rose By Any Other Name, illustrations de J.-F. Fulvimari

### Autres
- 1992 : SEX
- 1994 : The Girlie Show
- 1996 : The Making of Evita
- 1998 : The Emperor's New Clothes
- 2003 : X-STaTIC Pro=CeSS
- 2004 : Nobody Knows Me

## Voix francophones
En version française, Maïk Darah est la voix régulière de Madonna depuis le film Dick Tracy en 1990. Elle l'a ensuite notamment doublée dans Une équipe hors du commun, Body, la série Will et Grace ou encore Pixels en 2015, etc. Laurence Crouzet l'a également doublé à quatre reprises comprenant Who's That Girl en 1987, Un couple presque parfait en 2000 puis À la dérive et Meurs un autre jour, en 2002. Occasionnellement, Élisabeth Wiener et Micky Sébastian lui ont prêté leur voix pour deux films (respectivement dans Recherche Susan désespérément et Snake Eyes / Shanghai Surprise et Girl 6). À titre exceptionnel, Laurence Breheret a été sa voix pour le film Il était une fois Broadway. Dans la saga Arthur et les Minimoys, elle est doublée par son homologue française Mylène Farmer.
En version québécoise, Marie-Andrée Corneille a été la voix de Madonna à trois reprises (dont Dick Tracy, Une ligue en jupons et Le Bonheur… ou Presque, etc.). Exceptionnellement, Marie-Ève Bertrand lui prête sa voix pour le film Arthur et les Minimoys.
Versions françaises
- Maïk Darah dans Dick Tracy, Une équipe hors du commun, Body, la série Will et Grace, Pixels[325], etc.
- Laurence Crouzet dans Who's That Girl, Un couple presque parfait, À la dérive et Meurs un autre jour[326],[327]

Versions québécoises
Note : La liste indique les titres québécois.
- Marie-Andrée Corneille dans Dick Tracy, Une ligue en jupons et Le Bonheur… ou Presque

## Honneur
L'astéroïde (34760) Ciccone est nommé en son honneur.